# Família real britânica

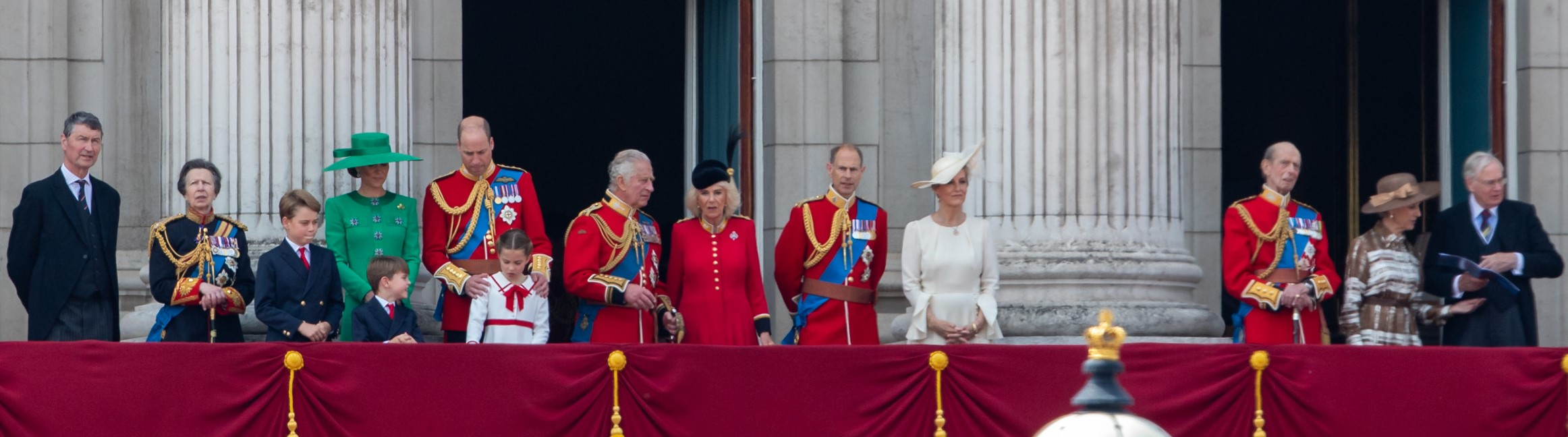
A família real na varanda do Palácio de Buckingham após o Trooping the Colour anual em 2023

A família real britânica (em inglês: British Royal Family) compreende aos parentes dos monarcas do Reino Unido. O atual chefe de estado do Reino Unido e outros 14 reinos da Commonwealth é o rei Carlos III, que ascendeu ao trono no dia 8 de setembro de 2022 com sua esposa e consorte, a rainha Camila, após a morte da rainha Isabel II. Embora não exista uma definição estritamente legal ou formal no Reino Unido para quem é ou não um membro da família real, geralmente é usado o termo Sua Majestade (S.M.) ou Sua Alteza Real (S.A.R.) como forma de tratamento aos membros da família. A família real é considerada um ícone cultural britânico e é o grupo de pessoas mais associadas à cultura britânica na contemporaneidade.
Os membros da família real pertencem, por nascimento ou casamento, à Casa de Windsor, desde 1917, quando o rei Jorge V mudou o nome da então casa real Saxe-Coburgo-Gota. Essa decisão de mudança foi tomada durante a Primeira Guerra Mundial, quando o Império Britânico estava em guerra contra o Império Alemão. Isso foi feito para evitar o vínculo forte com os ancestrais alemães. O novo nome, Windsor, não tinha nenhuma conexão com outra coisa, a não ser com o Castelo de Windsor que foi e continua sendo uma residência real da família.
Membros e parentes da família real britânica historicamente representam o monarca em vários lugares através do Império Britânico, algumas vezes por períodos estendidos como vice-reis ou em cerimônias e eventos específicos. Atualmente, eles apresentam-se em cerimônias ou eventos sociais em todo o Reino Unido e no exterior, porém não possuem um papel constitucional nos assuntos do governo.

## Membros
O rei Carlos III é o chefe da família real e tem dois filhos e cinco netos. A "Lista da Família Real" do Lord Chamberlain menciona todos os descendentes da rainha Isabel II e seus cônjuges (incluindo Sara, Duquesa de Iorque, que é divorciada), juntamente com os primos dela e seus cônjuges. A lista do Lord Chamberlain se aplica para fins de regulamentação do uso de símbolos reais e imagens da família. As diretrizes sobre como cumprimentar um membro da família real, dizem que eles devem primeiro ser recebidos com "Sua Alteza Real". O status de Alteza Real é restrito aos filhos de um monarca, netos de linha masculina de um monarca, filhos do filho mais velho do Príncipe de Gales e suas esposas.

O núcleo atual da família real, que exerce funções oficiais em tempo integral:
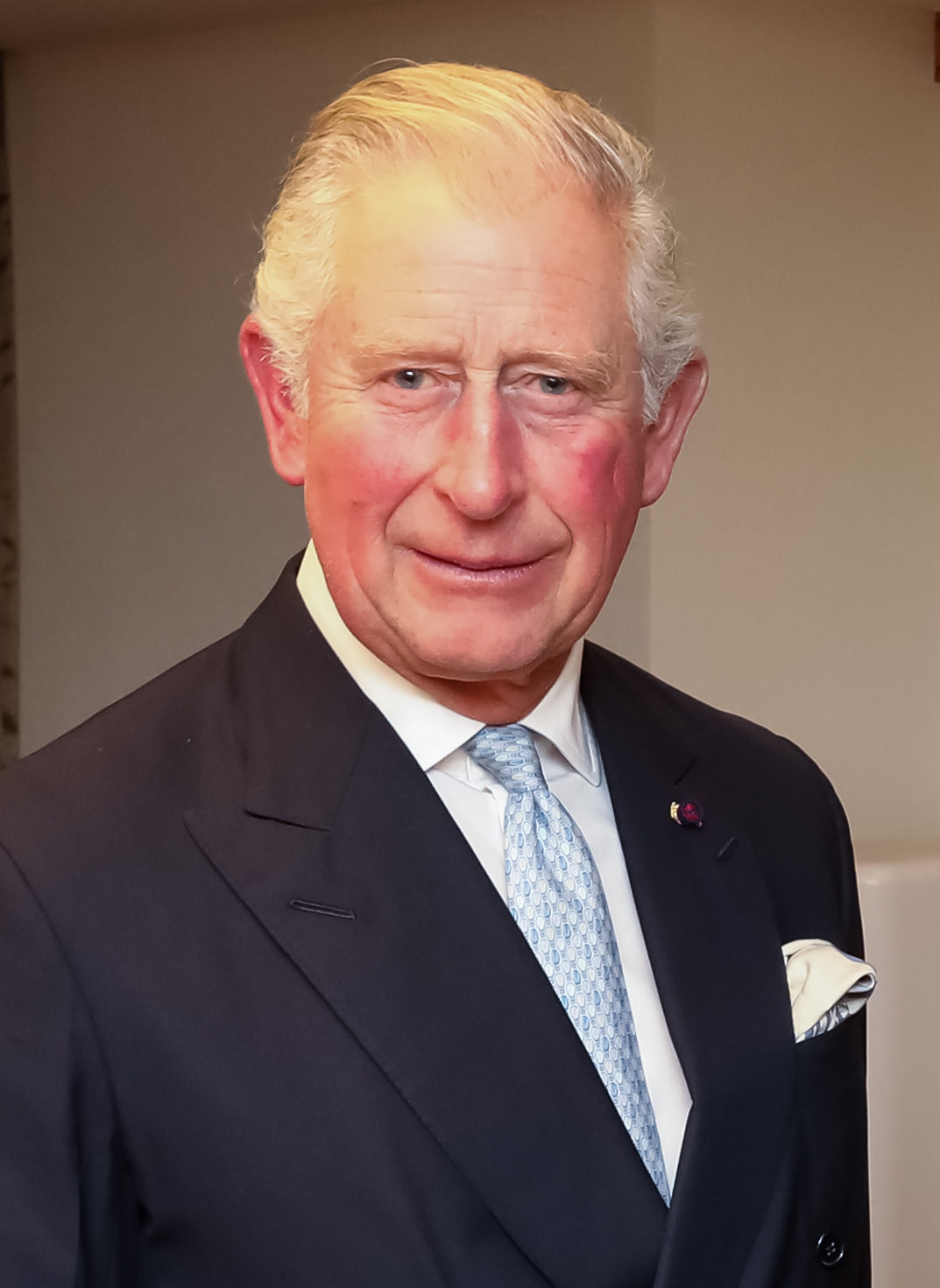
O Rei (Carlos III, n. 1948) Reinando desde 2022
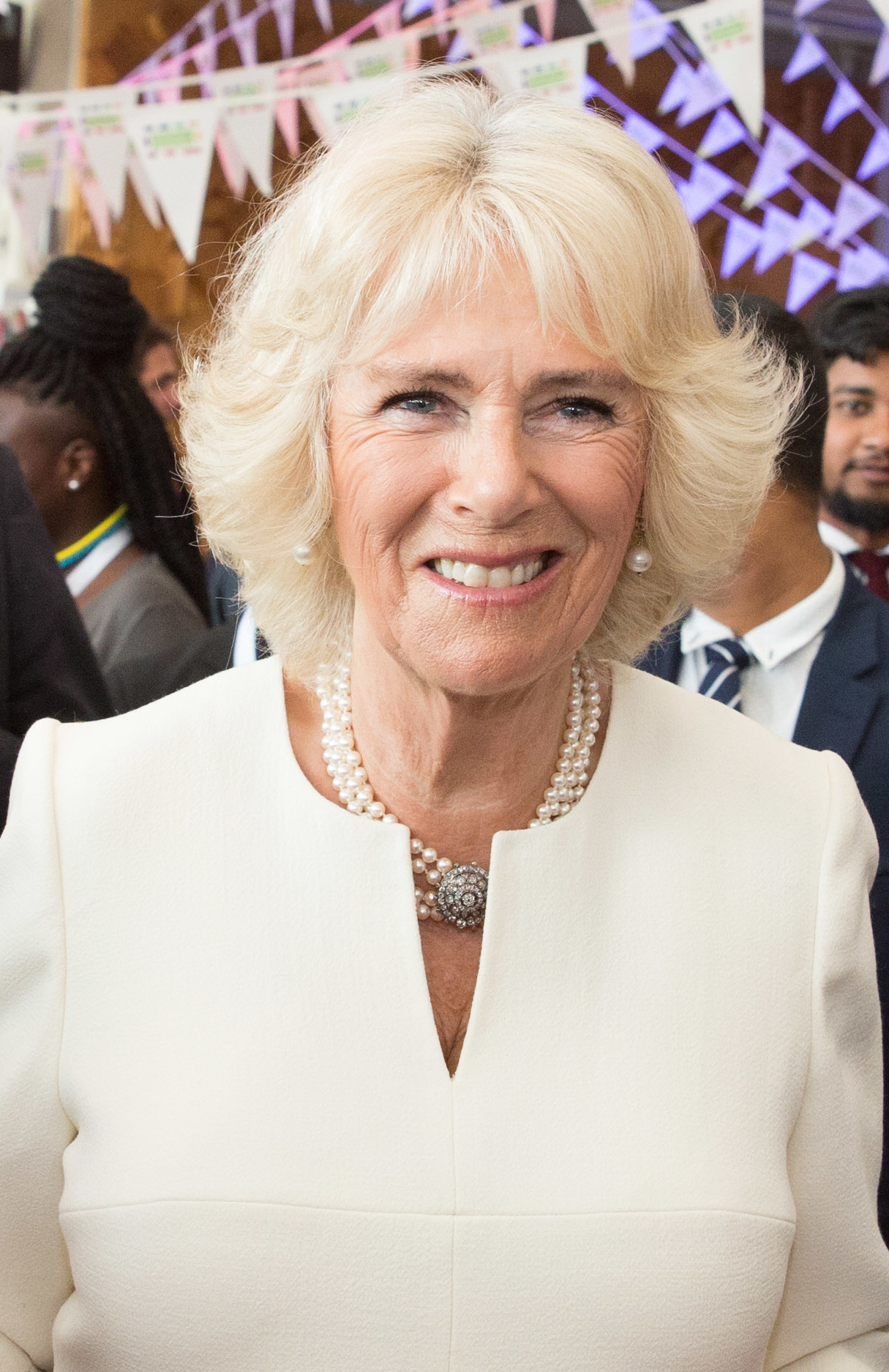
A Rainha (Camilla Shand, n. 1947) Esposa do Rei
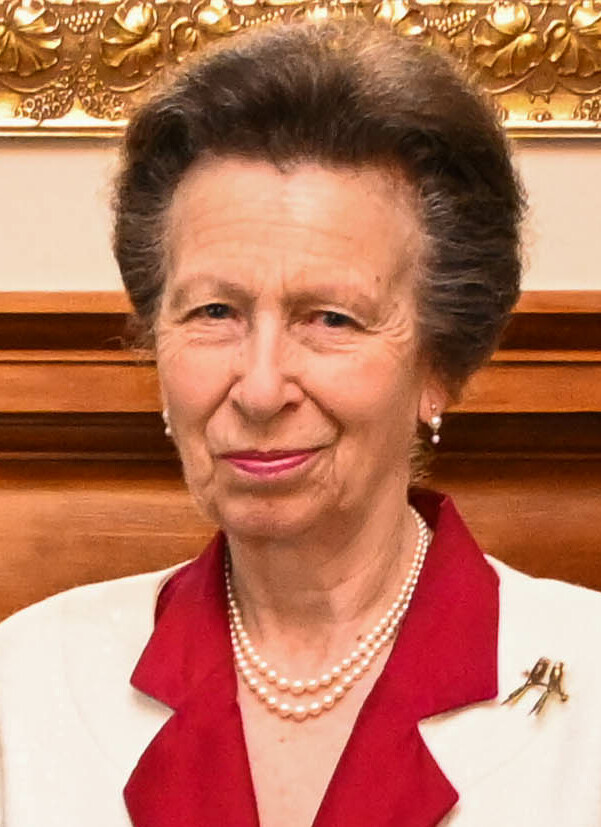
A Princesa Real (Ana, n. 1950) Irmã do Rei
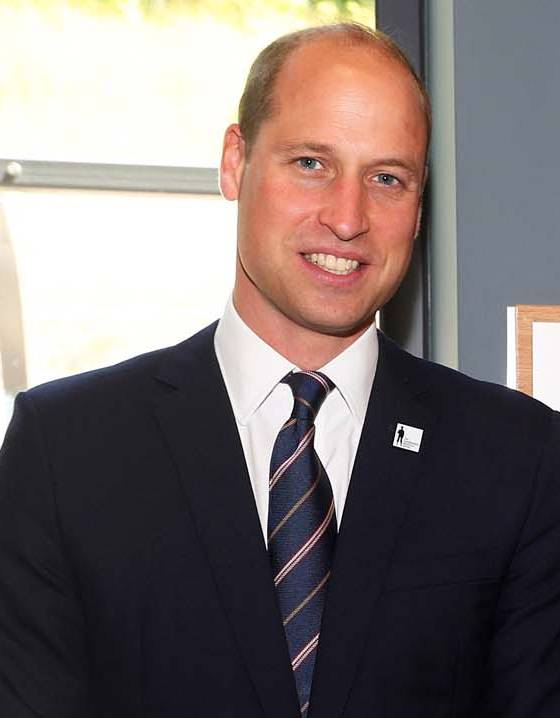
O Príncipe de Gales (Guilherme, n. 1982) Filho do Rei e herdeiro do trono
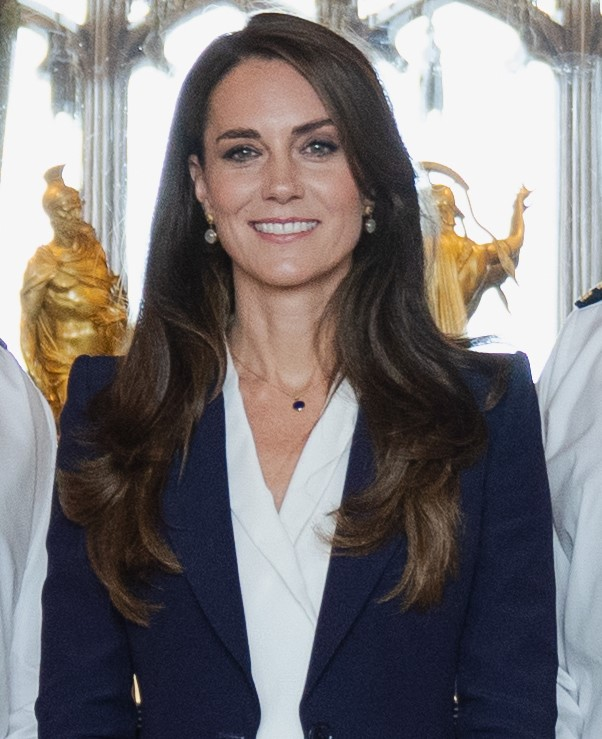
A Princesa de Gales (Catarina Middleton, n. 1982) Nora do Rei
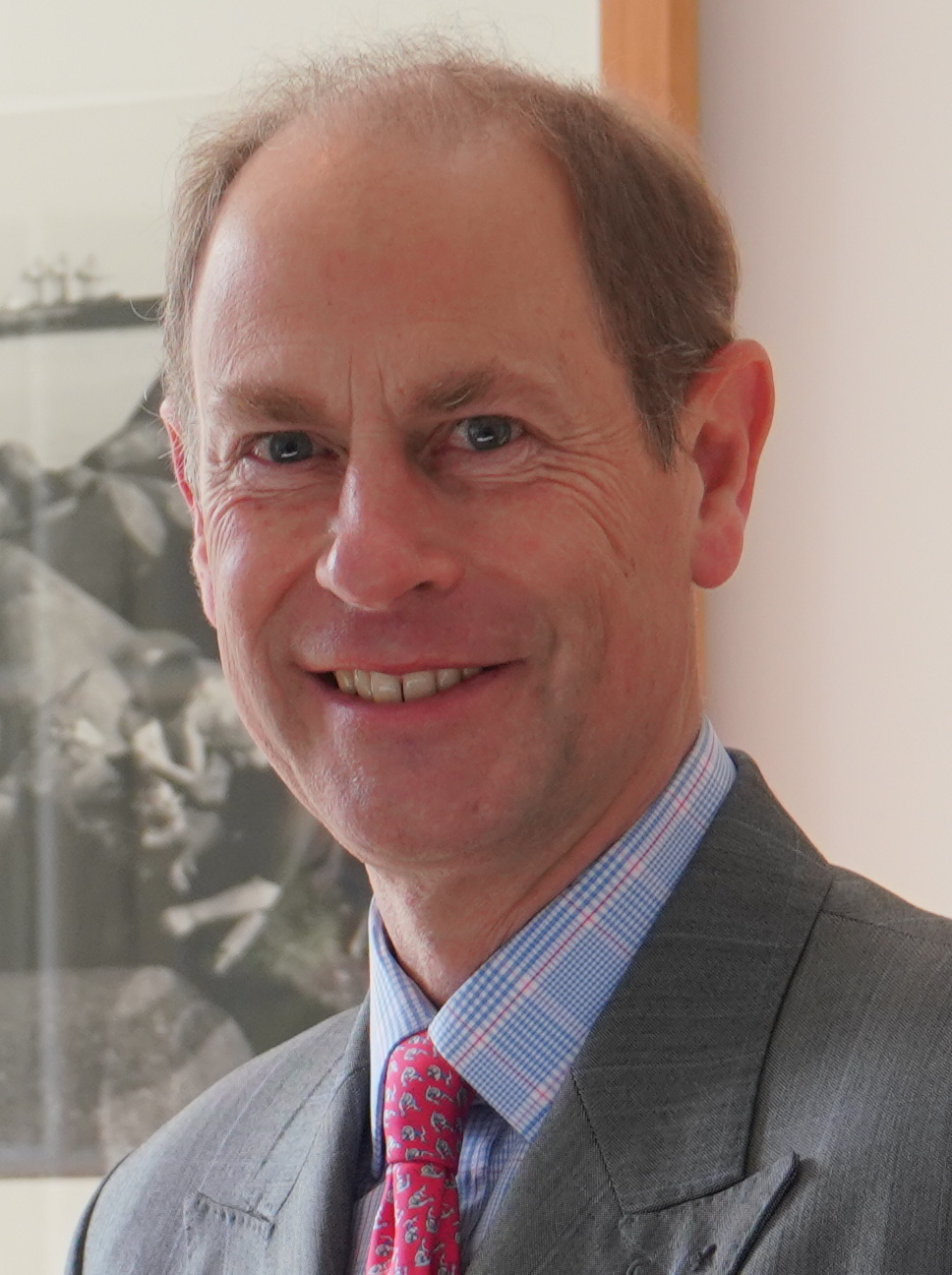
O Duque de Edimburgo (Eduardo, n. 1964) Irmão do Rei
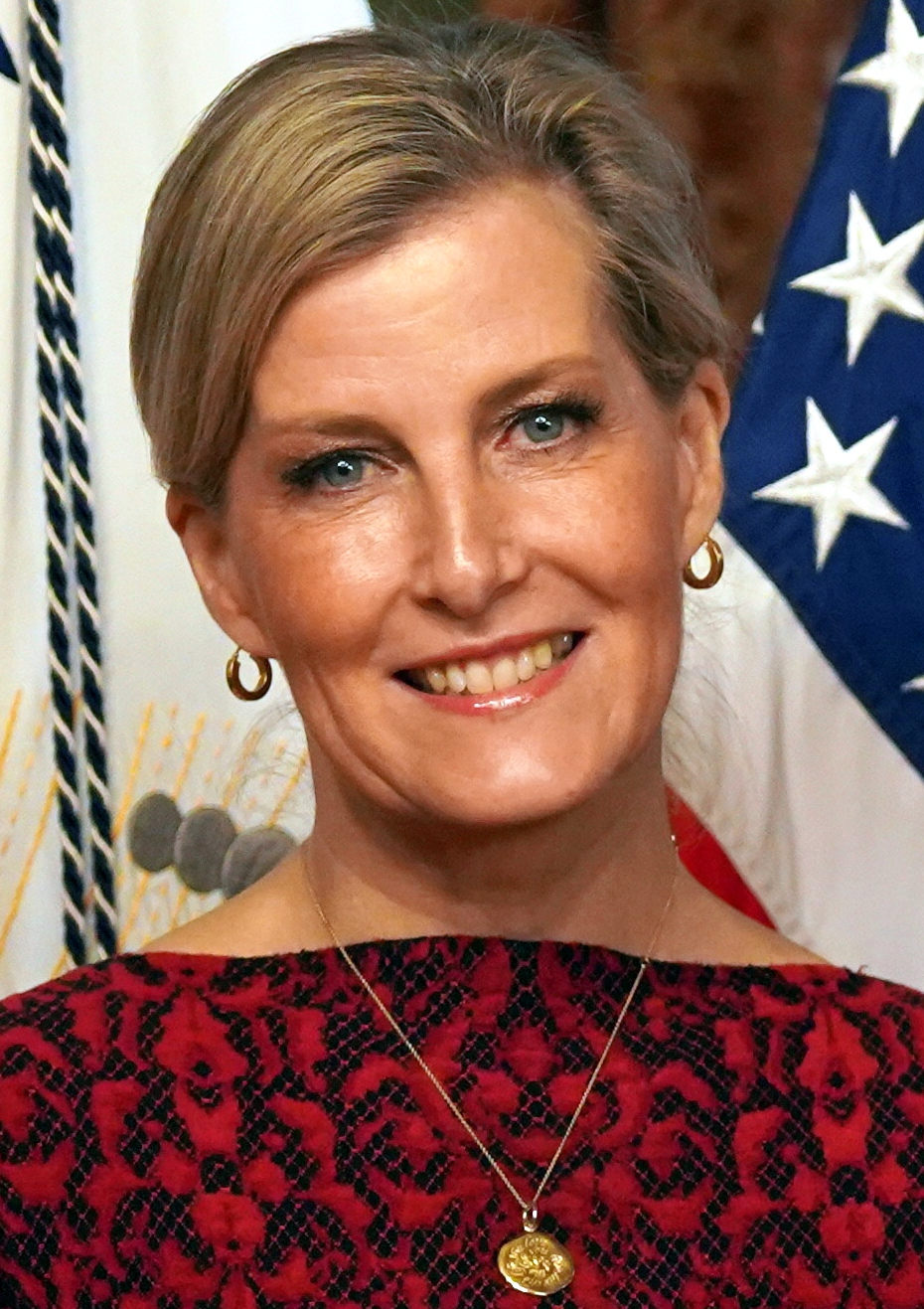
A Duquesa de Edimburgo (Sofia, n. 1965) Cunhada do Rei

Membros não tão próximos que desempenham algumas funções para o atual monarca:
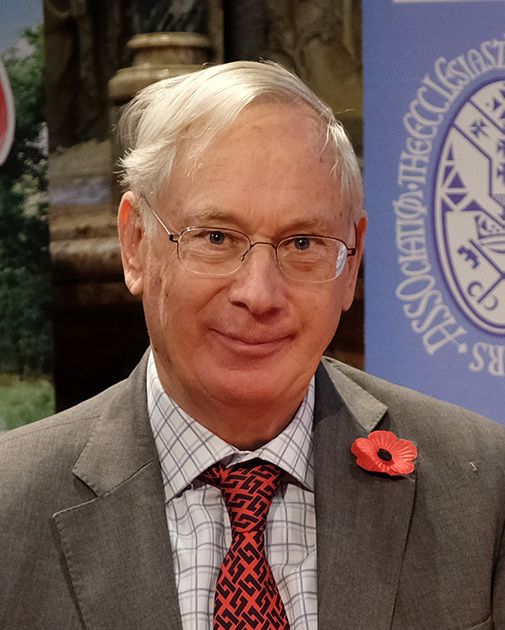
O Duque de Gloucester (Ricardo, n. 1944) Primo da falecida Rainha Isabel II
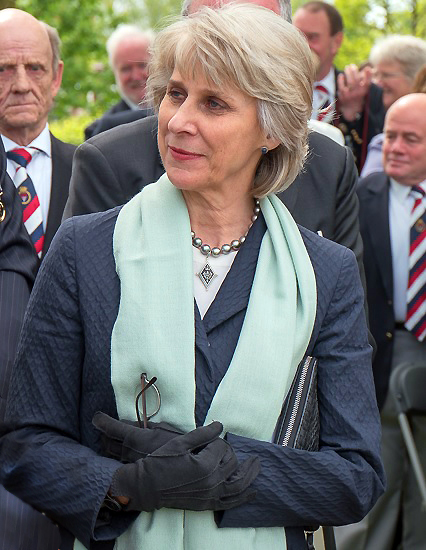
A Duquesa de Gloucester (Brigite Henriksen, n. 1946) Esposa do Duque de Gloucester
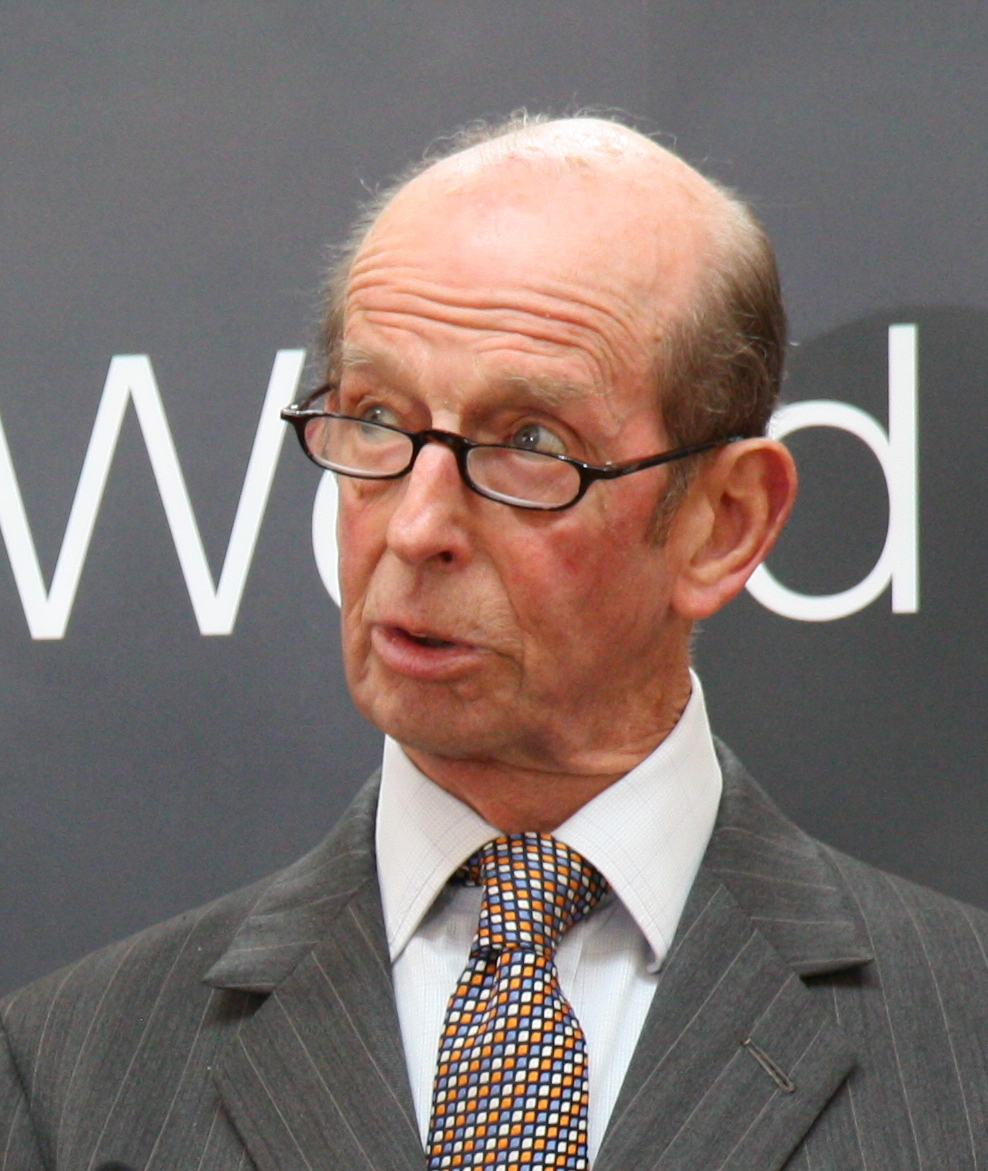
O Duque de Kent (Eduardo, n. 1935) Primo da falecida Rainha Isabel II
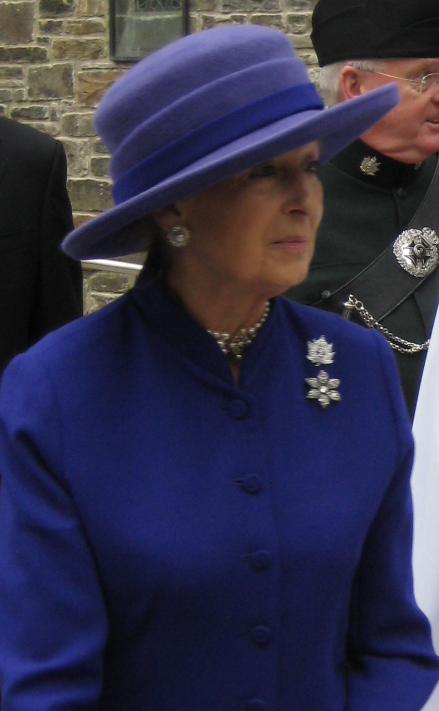
Princesa Alexandra, A Honorável Dama Olgivy (nascida em 1936) Prima da falecida Rainha Isabel II

Outros membros da família real com categoria real que não exercem funções oficiais são:
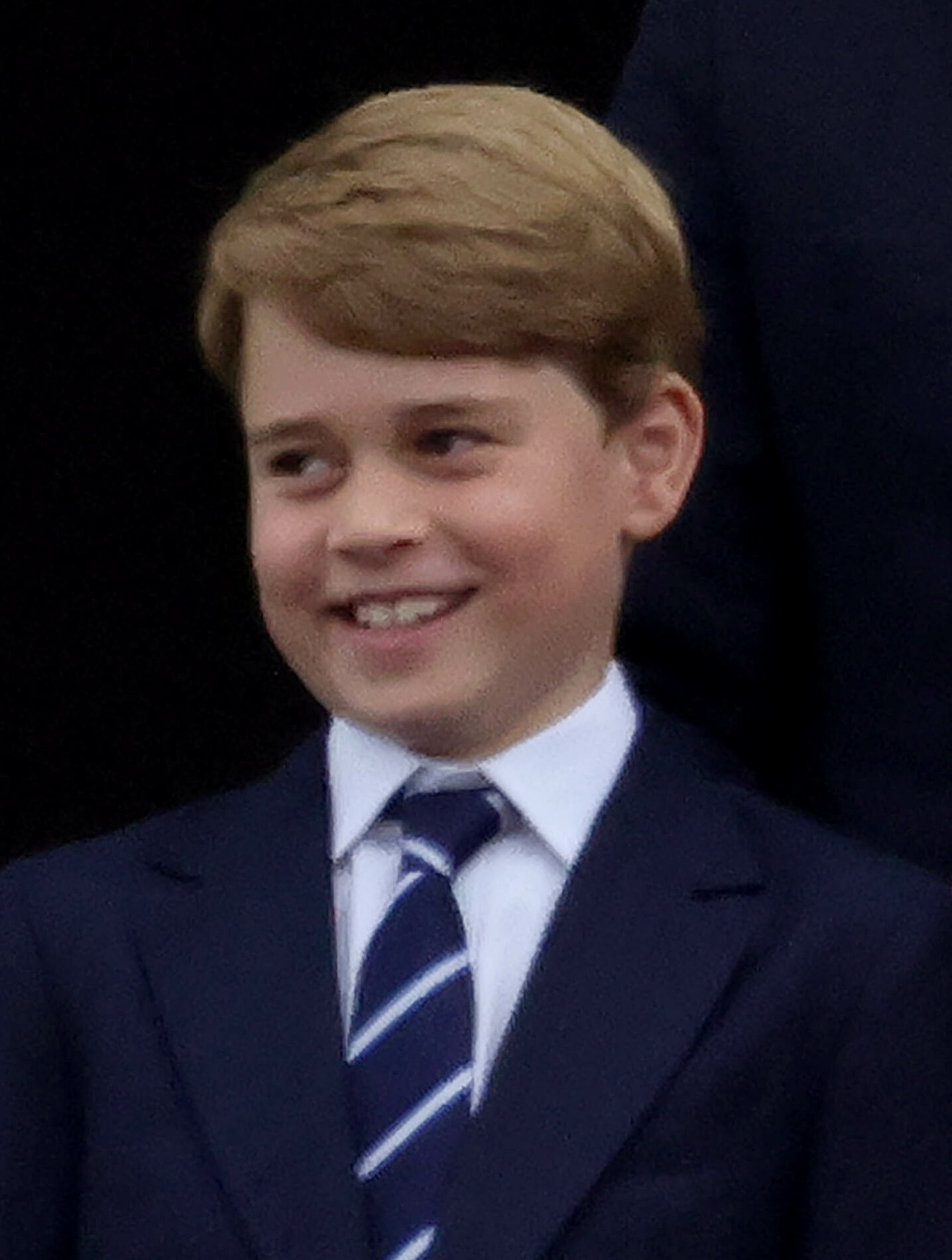
Príncipe Jorge de Gales (nascido em 2013) Neto do Rei
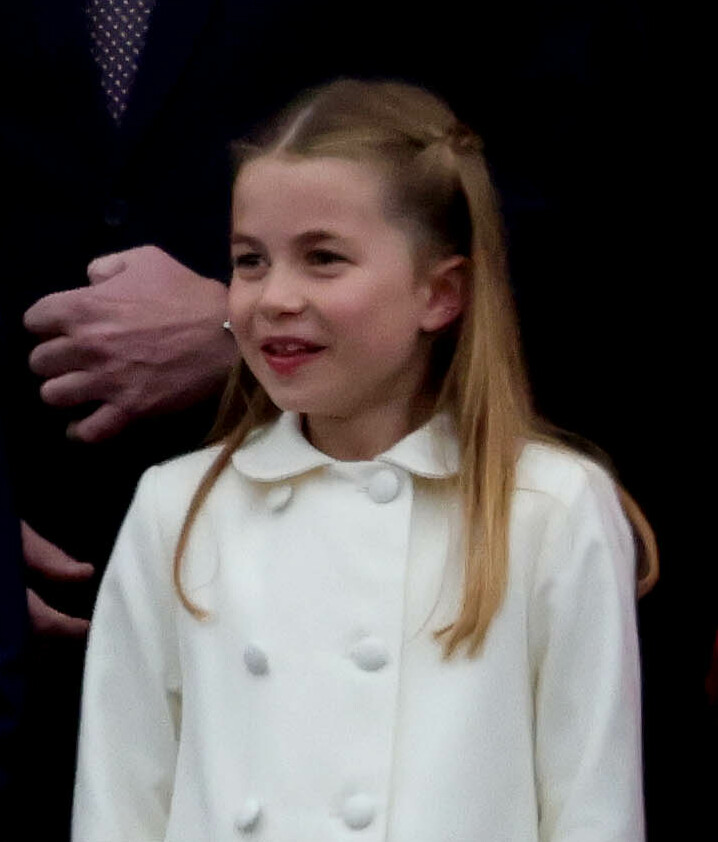
Princesa Carlota de Gales (nascida em 2015) Neta do Rei
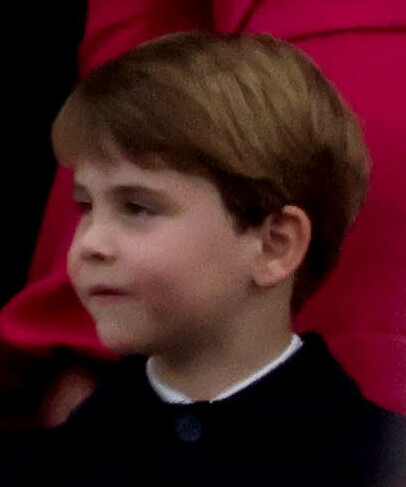
Príncipe Luís de Gales (nascido em 2018) Neto do Rei
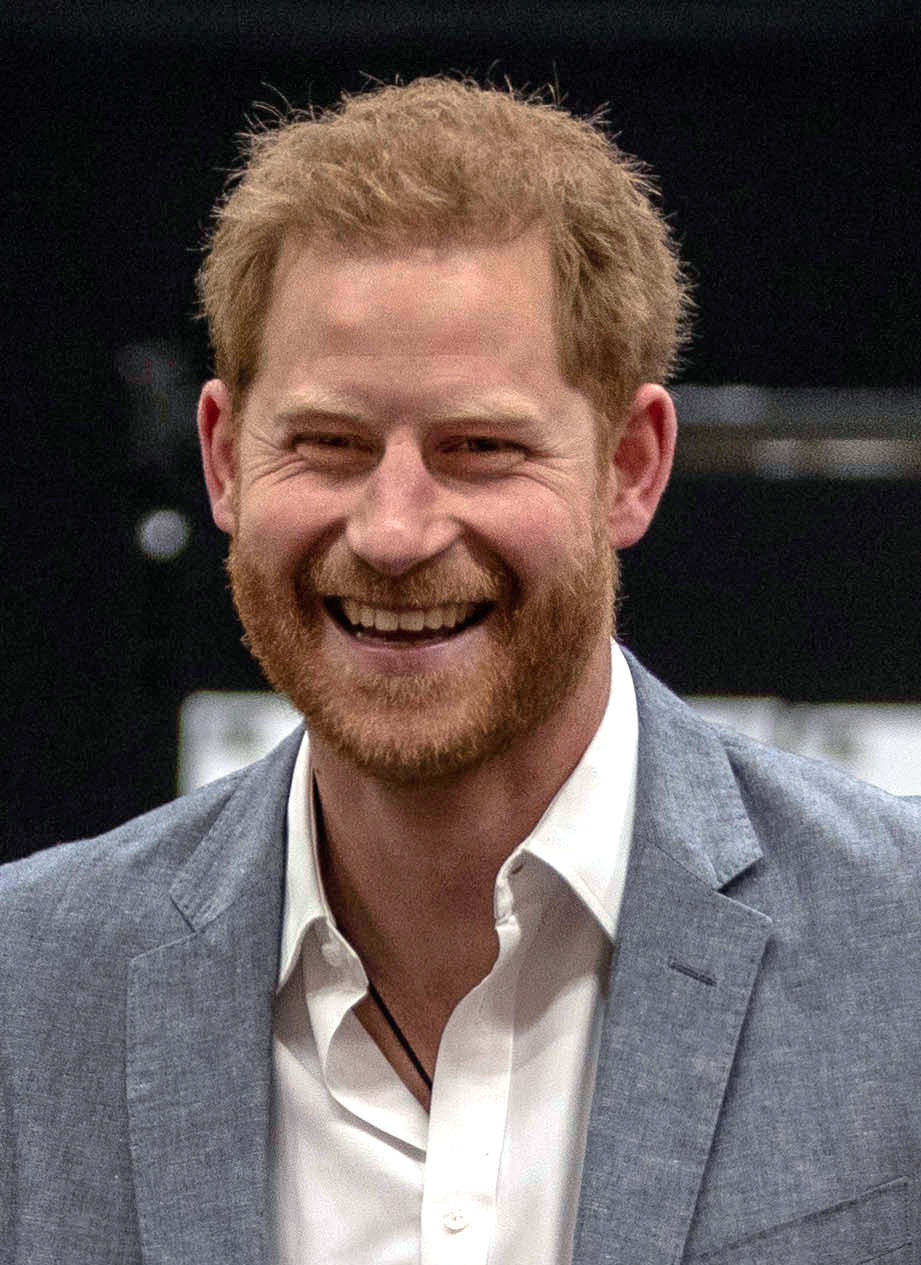
O Duque de Sussex (Henrique, n. 1984) Filho do Rei
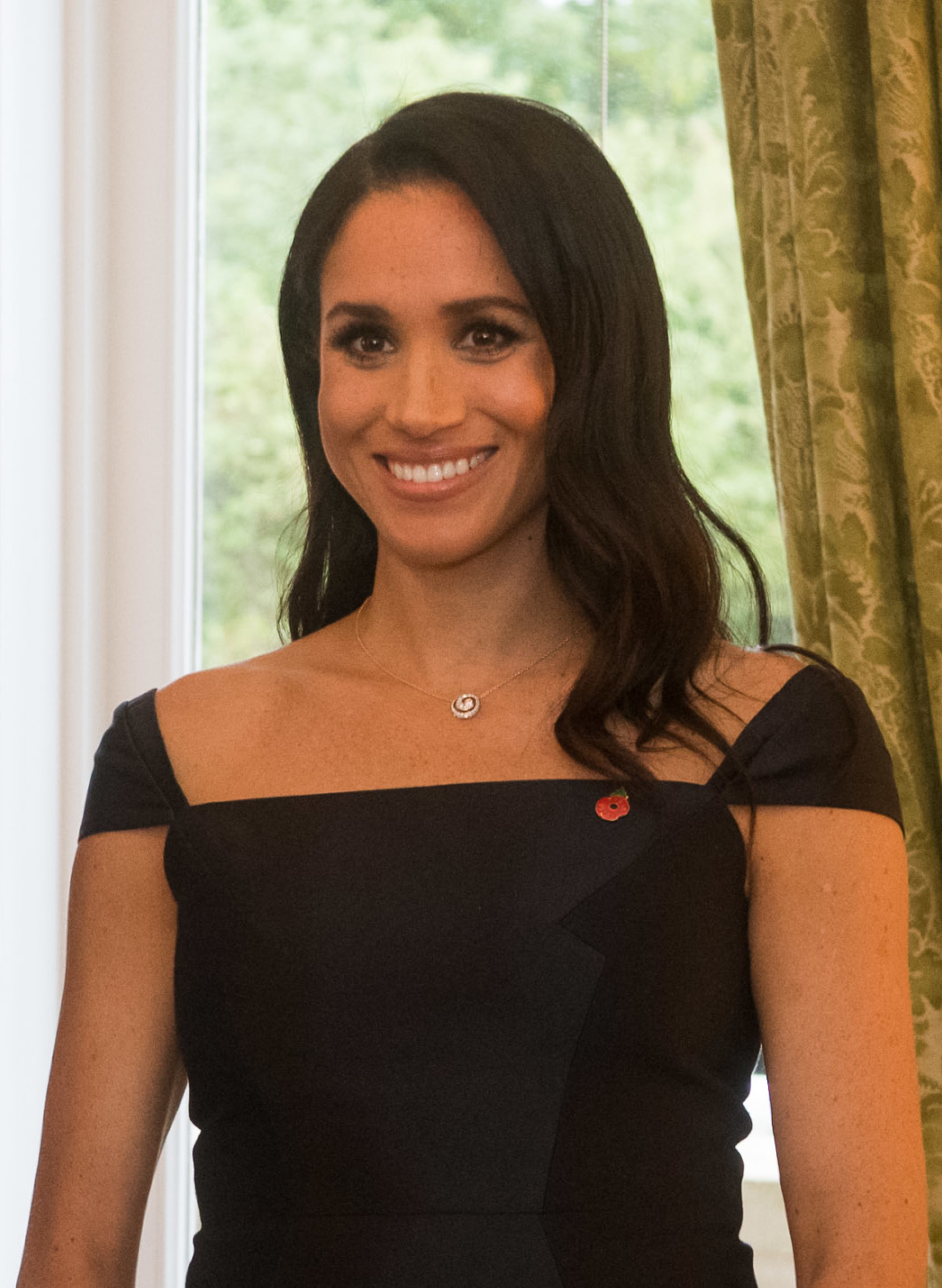
A Duquesa de Sussex (Meghan Markle, n. 1982) Nora do Rei
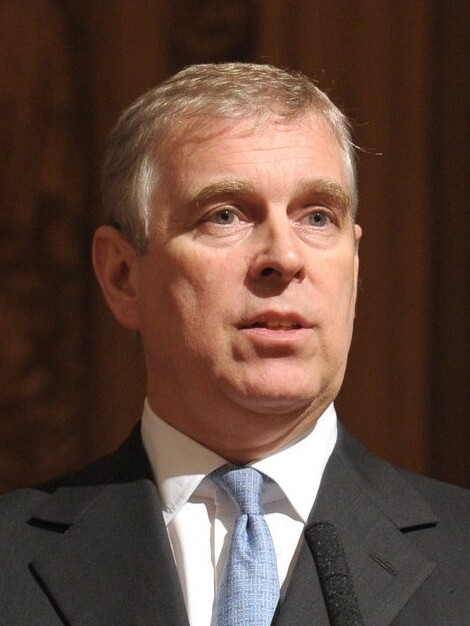
O Duque de Iorque (André, n. 1960) Irmão do Rei
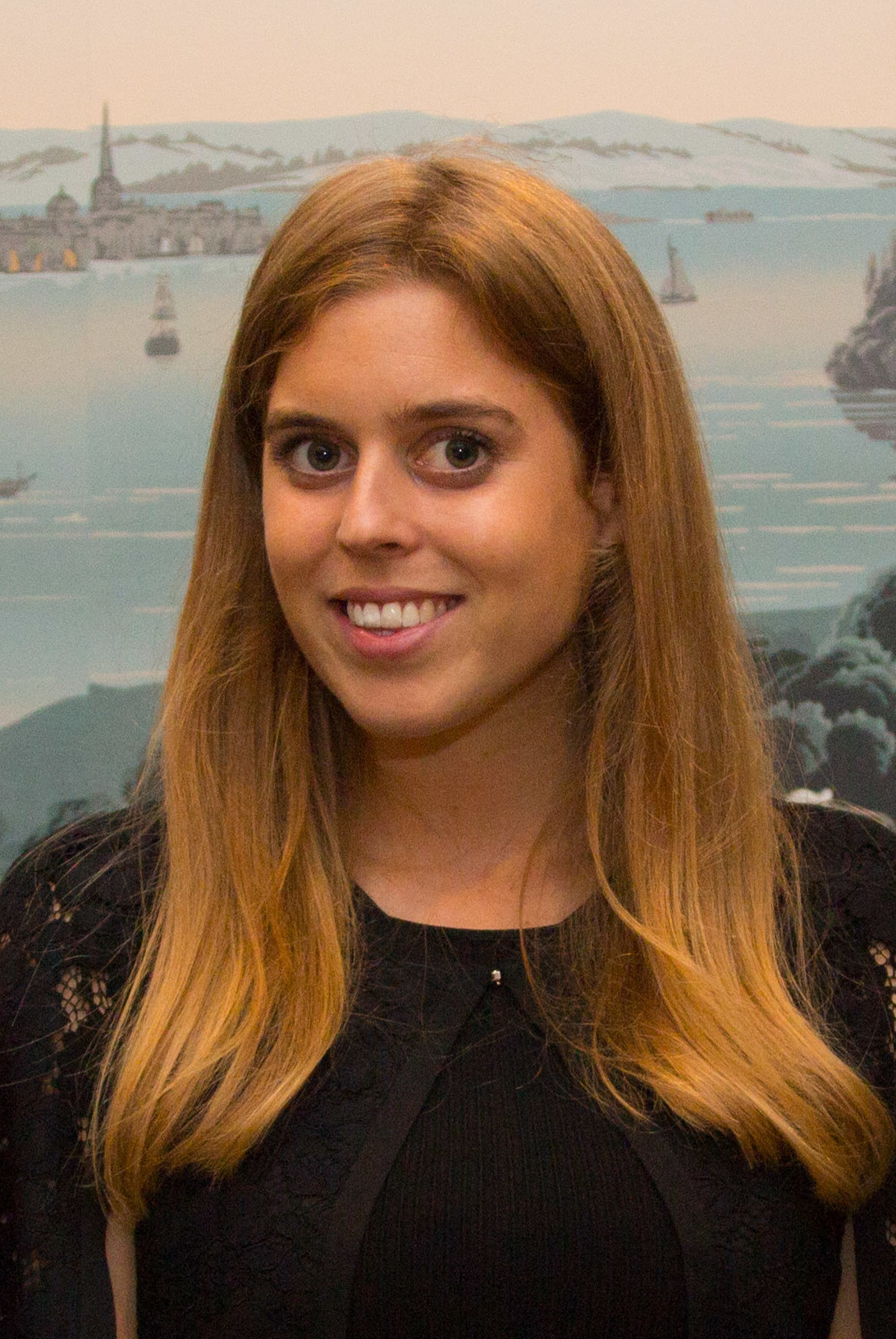
Princesa Beatriz (nascida em 1988) Sobrinha do Rei; filha do Duque de Iorque
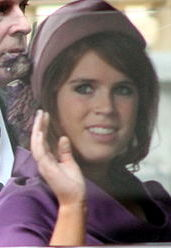
Princesa Eugénia (nascida em 1990) Sobrinha do Rei; filha do Duque de Iorque
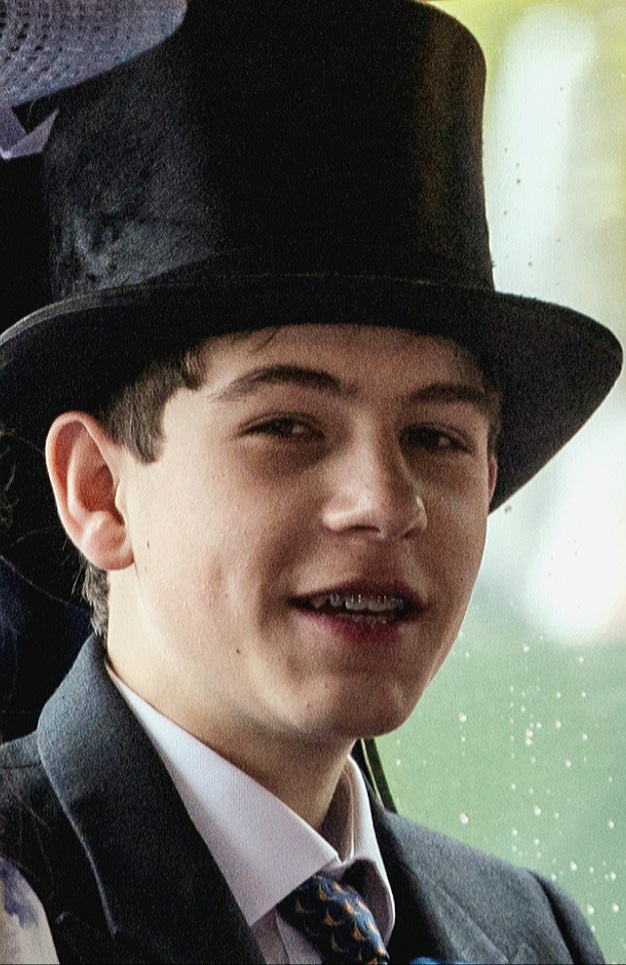
O Conde de Wessex (Jaime, n. 2007) Sobrinho do Rei; filho do Duque e Duquesa de Edimburgo
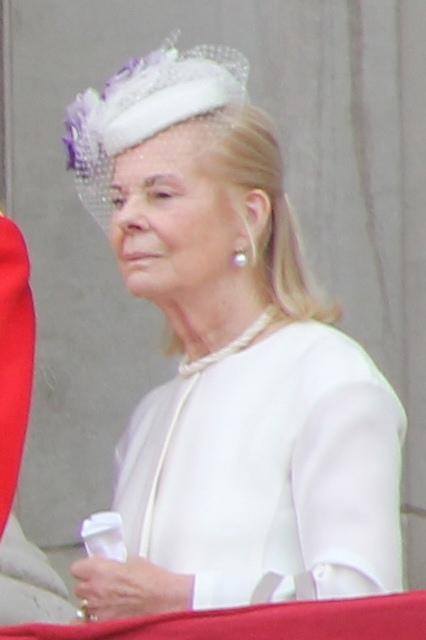
A Duquesa de Kent (Catarina Worsley, n. 1933) Esposa do Duque de Kent
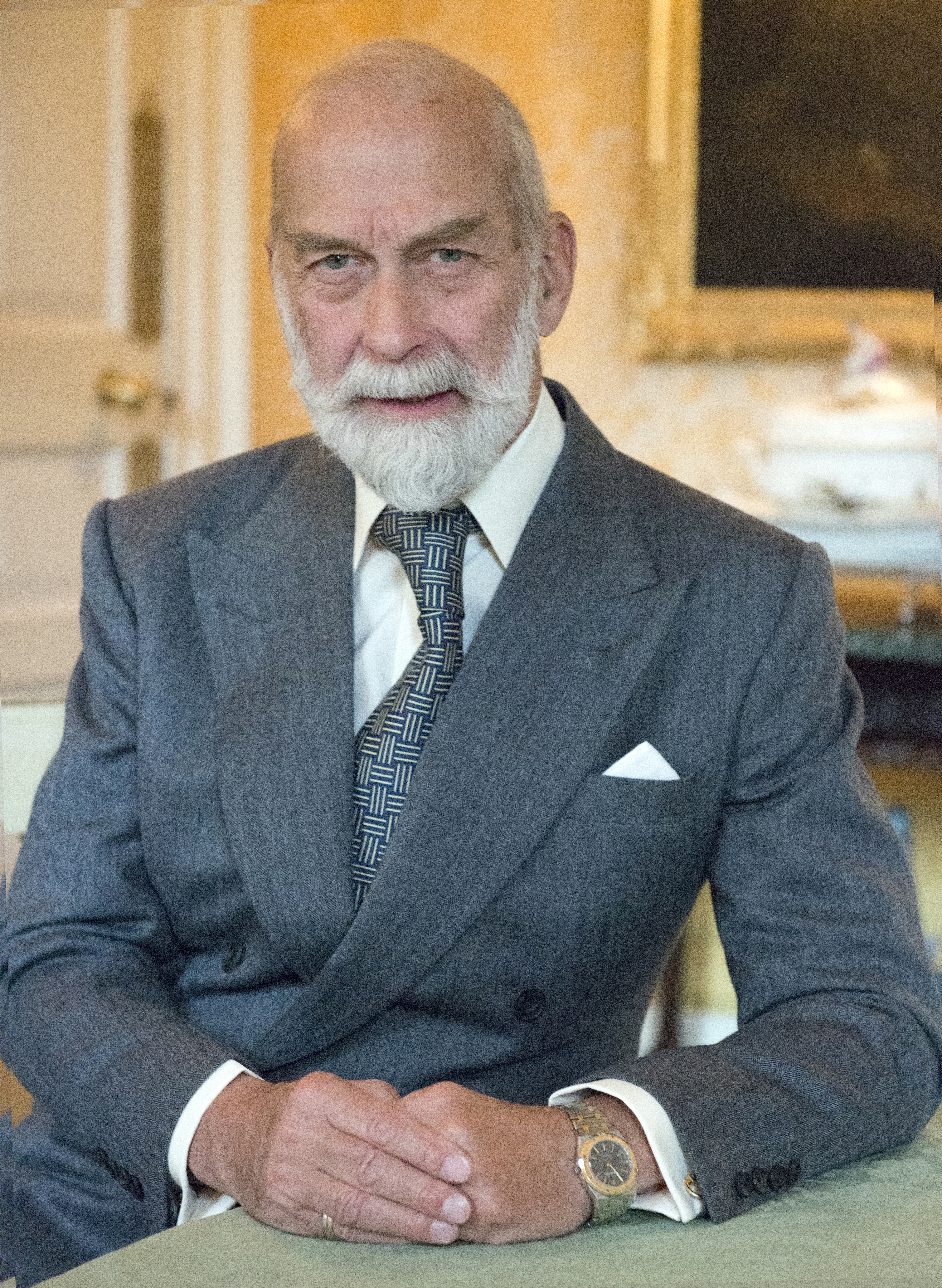
Príncipe Miguel de Kent (nascido em 1942) Primo da falecida Rainha Isabell II
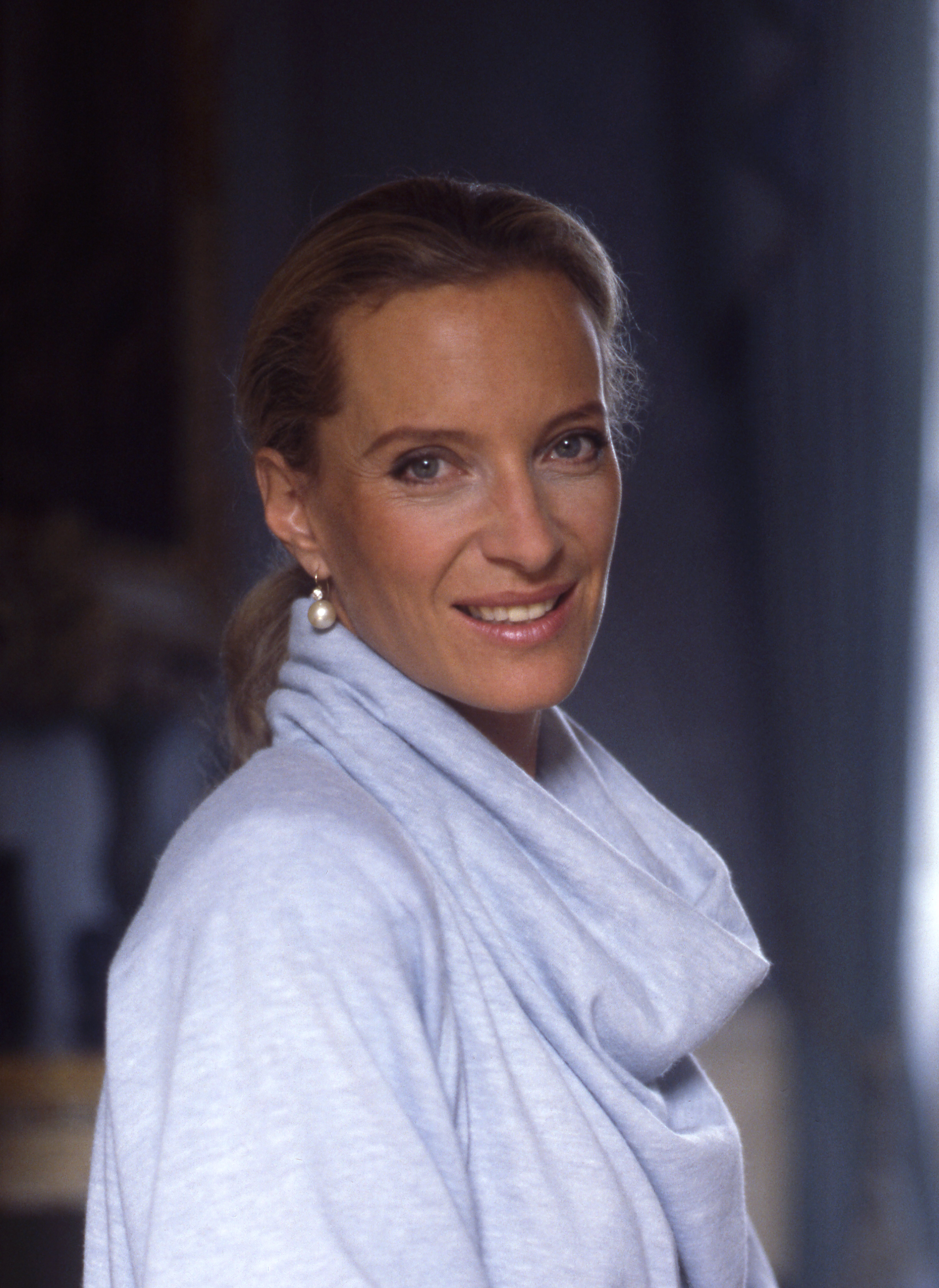
Princesa Miguel de Kent (Maria Cristina, n. 1945) Esposa de Miguel de Kent

### Árvore genealógica
Abaixo, encontra-se a árvore genealógica da Casa de Windsor apenas com os membros da realeza que utilizam (ou utilizaram) títulos adquiridos por casamento ou prestígio, e estilos reais adquiridos ao nascerem.
- = Indivíduos que estão vivos.
- = Indivíduos que exercem deveres oficiais.
- = Indivíduos que estão falecidos.

|                                |                                |                                |                                |                                |                                |  |  |                                 |                                 |                                 |                                 |                                 |                                 |  |  |                                |                                |                                |                                |                                       |                                       |                                       |                                       |                                       |                                       |                              |                              |                         |                         |  |  | Jorge V                           | Jorge V                           | Jorge V                           | Jorge V                           | Jorge V                           | Jorge V                           |                              |                              | Maria de Teck                   | Maria de Teck                   | Maria de Teck                   | Maria de Teck                   | Maria de Teck                   | Maria de Teck                   |  |  |                           |                           |                           |                           |                           |                           |  |  |                                      |                                      |                                      |                                      |                                      |                                      |  |  |                                |                                |                                |                                |                                |                                |  |  |                                |                                |                                |                                |                                |                                |  |  |                                          |                                          |                                          |                                          |                                          |                                          |
|                                |                                |                                |                                |                                |                                |  |  |                                 |                                 |                                 |                                 |                                 |                                 |  |  |                                |                                |                                |                                |                                       |                                       |                                       |                                       |                                       |                                       |                              |                              |                         |                         |  |  | Jorge V                           | Jorge V                           | Jorge V                           | Jorge V                           | Jorge V                           | Jorge V                           |                              |                              | Maria de Teck                   | Maria de Teck                   | Maria de Teck                   | Maria de Teck                   | Maria de Teck                   | Maria de Teck                   |  |  |                           |                           |                           |                           |                           |                           |  |  |                                      |                                      |                                      |                                      |                                      |                                      |  |  |                                |                                |                                |                                |                                |                                |  |  |                                |                                |                                |                                |                                |                                |  |  |                                          |                                          |                                          |                                          |                                          |                                          |
|                                |                                |                                |                                |                                |                                |  |  |                                 |                                 |                                 |                                 |                                 |                                 |  |  |                                |                                |                                |                                |                                       |                                       |                                       |                                       |                                       |                                       |                              |                              |                         |                         |  |  |                                   |                                   |                                   |                                   |                                   |                                   |                              |                              |                                 |                                 |                                 |                                 |                                 |                                 |  |  |                           |                           |                           |                           |                           |                           |  |  |                                      |                                      |                                      |                                      |                                      |                                      |  |  |                                |                                |                                |                                |                                |                                |  |  |                                |                                |                                |                                |                                |                                |  |  |                                          |                                          |                                          |                                          |                                          |                                          |
|                                |                                |                                |                                |                                |                                |  |  |                                 |                                 |                                 |                                 |                                 |                                 |  |  |                                |                                |                                |                                |                                       |                                       |                                       |                                       |                                       |                                       |                              |                              |                         |                         |  |  |                                   |                                   |                                   |                                   |                                   |                                   |                              |                              |                                 |                                 |                                 |                                 |                                 |                                 |  |  |                           |                           |                           |                           |                           |                           |  |  |                                      |                                      |                                      |                                      |                                      |                                      |  |  |                                |                                |                                |                                |                                |                                |  |  |                                |                                |                                |                                |                                |                                |  |  |                                          |                                          |                                          |                                          |                                          |                                          |
| Eduardo VIII[a]                | Eduardo VIII[a]                | Eduardo VIII[a]                | Eduardo VIII[a]                | Eduardo VIII[a]                | Eduardo VIII[a]                |  |  | Jorge VI                        | Jorge VI                        | Jorge VI                        | Jorge VI                        | Jorge VI                        | Jorge VI                        |  |  | Isabel Bowes-Lyon              | Isabel Bowes-Lyon              | Isabel Bowes-Lyon              | Isabel Bowes-Lyon              | Isabel Bowes-Lyon                     | Isabel Bowes-Lyon                     |                                       |                                       | Maria, Princesa Real                  | Maria, Princesa Real                  | Maria, Princesa Real         | Maria, Princesa Real         | Maria, Princesa Real    | Maria, Princesa Real    |  |  | Henrique, Duque de Gloucester     | Henrique, Duque de Gloucester     | Henrique, Duque de Gloucester     | Henrique, Duque de Gloucester     | Henrique, Duque de Gloucester     | Henrique, Duque de Gloucester     |                              |                              | Alice, Duquesa de Gloucester    | Alice, Duquesa de Gloucester    | Alice, Duquesa de Gloucester    | Alice, Duquesa de Gloucester    | Alice, Duquesa de Gloucester    | Alice, Duquesa de Gloucester    |  |  | Jorge, Duque de Kent      | Jorge, Duque de Kent      | Jorge, Duque de Kent      | Jorge, Duque de Kent      | Jorge, Duque de Kent      | Jorge, Duque de Kent      |  |  | Marina, Duquesa de Kent              | Marina, Duquesa de Kent              | Marina, Duquesa de Kent              | Marina, Duquesa de Kent              | Marina, Duquesa de Kent              | Marina, Duquesa de Kent              |  |  | João do Reino Unido            | João do Reino Unido            | João do Reino Unido            | João do Reino Unido            | João do Reino Unido            | João do Reino Unido            |  |  |                                |                                |                                |                                |                                |                                |  |  |                                          |                                          |                                          |                                          |                                          |                                          |
| Eduardo VIII[a]                | Eduardo VIII[a]                | Eduardo VIII[a]                | Eduardo VIII[a]                | Eduardo VIII[a]                | Eduardo VIII[a]                |  |  | Jorge VI                        | Jorge VI                        | Jorge VI                        | Jorge VI                        | Jorge VI                        | Jorge VI                        |  |  | Isabel Bowes-Lyon              | Isabel Bowes-Lyon              | Isabel Bowes-Lyon              | Isabel Bowes-Lyon              | Isabel Bowes-Lyon                     | Isabel Bowes-Lyon                     |                                       |                                       | Maria, Princesa Real                  | Maria, Princesa Real                  | Maria, Princesa Real         | Maria, Princesa Real         | Maria, Princesa Real    | Maria, Princesa Real    |  |  | Henrique, Duque de Gloucester     | Henrique, Duque de Gloucester     | Henrique, Duque de Gloucester     | Henrique, Duque de Gloucester     | Henrique, Duque de Gloucester     | Henrique, Duque de Gloucester     |                              |                              | Alice, Duquesa de Gloucester    | Alice, Duquesa de Gloucester    | Alice, Duquesa de Gloucester    | Alice, Duquesa de Gloucester    | Alice, Duquesa de Gloucester    | Alice, Duquesa de Gloucester    |  |  | Jorge, Duque de Kent      | Jorge, Duque de Kent      | Jorge, Duque de Kent      | Jorge, Duque de Kent      | Jorge, Duque de Kent      | Jorge, Duque de Kent      |  |  | Marina, Duquesa de Kent              | Marina, Duquesa de Kent              | Marina, Duquesa de Kent              | Marina, Duquesa de Kent              | Marina, Duquesa de Kent              | Marina, Duquesa de Kent              |  |  | João do Reino Unido            | João do Reino Unido            | João do Reino Unido            | João do Reino Unido            | João do Reino Unido            | João do Reino Unido            |  |  |                                |                                |                                |                                |                                |                                |  |  |                                          |                                          |                                          |                                          |                                          |                                          |
|                                |                                |                                |                                |                                |                                |  |  |                                 |                                 |                                 |                                 |                                 |                                 |  |  |                                |                                |                                |                                |                                       |                                       |                                       |                                       |                                       |                                       |                              |                              |                         |                         |  |  |                                   |                                   |                                   |                                   |                                   |                                   |                              |                              |                                 |                                 |                                 |                                 |                                 |                                 |  |  |                           |                           |                           |                           |                           |                           |  |  |                                      |                                      |                                      |                                      |                                      |                                      |  |  |                                |                                |                                |                                |                                |                                |  |  |                                |                                |                                |                                |                                |                                |  |  |                                          |                                          |                                          |                                          |                                          |                                          |
|                                |                                |                                |                                |                                |                                |  |  |                                 |                                 |                                 |                                 |                                 |                                 |  |  |                                |                                |                                |                                |                                       |                                       |                                       |                                       |                                       |                                       |                              |                              |                         |                         |  |  |                                   |                                   |                                   |                                   |                                   |                                   |                              |                              |                                 |                                 |                                 |                                 |                                 |                                 |  |  |                           |                           |                           |                           |                           |                           |  |  |                                      |                                      |                                      |                                      |                                      |                                      |  |  |                                |                                |                                |                                |                                |                                |  |  |                                |                                |                                |                                |                                |                                |  |  |                                          |                                          |                                          |                                          |                                          |                                          |
| Filipe, Duque de Edimburgo     | Filipe, Duque de Edimburgo     | Filipe, Duque de Edimburgo     | Filipe, Duque de Edimburgo     | Filipe, Duque de Edimburgo     | Filipe, Duque de Edimburgo     |  |  | Isabel II                       | Isabel II                       | Isabel II                       | Isabel II                       | Isabel II                       | Isabel II                       |  |  | Margarida, Condessa de Snowdon | Margarida, Condessa de Snowdon | Margarida, Condessa de Snowdon | Margarida, Condessa de Snowdon | Margarida, Condessa de Snowdon        | Margarida, Condessa de Snowdon        |                                       |                                       | Guilherme de Gloucester               | Guilherme de Gloucester               | Guilherme de Gloucester      | Guilherme de Gloucester      | Guilherme de Gloucester | Guilherme de Gloucester |  |  | A Duquesa de Gloucester (Brigite) | A Duquesa de Gloucester (Brigite) | A Duquesa de Gloucester (Brigite) | A Duquesa de Gloucester (Brigite) | A Duquesa de Gloucester (Brigite) | A Duquesa de Gloucester (Brigite) |                              |                              | O Duque de Gloucester (Ricardo) | O Duque de Gloucester (Ricardo) | O Duque de Gloucester (Ricardo) | O Duque de Gloucester (Ricardo) | O Duque de Gloucester (Ricardo) | O Duque de Gloucester (Ricardo) |  |  | O Duque de Kent (Eduardo) | O Duque de Kent (Eduardo) | O Duque de Kent (Eduardo) | O Duque de Kent (Eduardo) | O Duque de Kent (Eduardo) | O Duque de Kent (Eduardo) |  |  | A Duquesa de Kent (Catarina)         | A Duquesa de Kent (Catarina)         | A Duquesa de Kent (Catarina)         | A Duquesa de Kent (Catarina)         | A Duquesa de Kent (Catarina)         | A Duquesa de Kent (Catarina)         |  |  | Alexandra de Kent              | Alexandra de Kent              | Alexandra de Kent              | Alexandra de Kent              | Alexandra de Kent              | Alexandra de Kent              |  |  | Príncipe Miguel de Kent        | Príncipe Miguel de Kent        | Príncipe Miguel de Kent        | Príncipe Miguel de Kent        | Príncipe Miguel de Kent        | Príncipe Miguel de Kent        |  |  | Princesa Miguel de Kent (Maria Cristina) | Princesa Miguel de Kent (Maria Cristina) | Princesa Miguel de Kent (Maria Cristina) | Princesa Miguel de Kent (Maria Cristina) | Princesa Miguel de Kent (Maria Cristina) | Princesa Miguel de Kent (Maria Cristina) |
| Filipe, Duque de Edimburgo     | Filipe, Duque de Edimburgo     | Filipe, Duque de Edimburgo     | Filipe, Duque de Edimburgo     | Filipe, Duque de Edimburgo     | Filipe, Duque de Edimburgo     |  |  | Isabel II                       | Isabel II                       | Isabel II                       | Isabel II                       | Isabel II                       | Isabel II                       |  |  | Margarida, Condessa de Snowdon | Margarida, Condessa de Snowdon | Margarida, Condessa de Snowdon | Margarida, Condessa de Snowdon | Margarida, Condessa de Snowdon        | Margarida, Condessa de Snowdon        |                                       |                                       | Guilherme de Gloucester               | Guilherme de Gloucester               | Guilherme de Gloucester      | Guilherme de Gloucester      | Guilherme de Gloucester | Guilherme de Gloucester |  |  | A Duquesa de Gloucester (Brigite) | A Duquesa de Gloucester (Brigite) | A Duquesa de Gloucester (Brigite) | A Duquesa de Gloucester (Brigite) | A Duquesa de Gloucester (Brigite) | A Duquesa de Gloucester (Brigite) |                              |                              | O Duque de Gloucester (Ricardo) | O Duque de Gloucester (Ricardo) | O Duque de Gloucester (Ricardo) | O Duque de Gloucester (Ricardo) | O Duque de Gloucester (Ricardo) | O Duque de Gloucester (Ricardo) |  |  | O Duque de Kent (Eduardo) | O Duque de Kent (Eduardo) | O Duque de Kent (Eduardo) | O Duque de Kent (Eduardo) | O Duque de Kent (Eduardo) | O Duque de Kent (Eduardo) |  |  | A Duquesa de Kent (Catarina)         | A Duquesa de Kent (Catarina)         | A Duquesa de Kent (Catarina)         | A Duquesa de Kent (Catarina)         | A Duquesa de Kent (Catarina)         | A Duquesa de Kent (Catarina)         |  |  | Alexandra de Kent              | Alexandra de Kent              | Alexandra de Kent              | Alexandra de Kent              | Alexandra de Kent              | Alexandra de Kent              |  |  | Príncipe Miguel de Kent        | Príncipe Miguel de Kent        | Príncipe Miguel de Kent        | Príncipe Miguel de Kent        | Príncipe Miguel de Kent        | Príncipe Miguel de Kent        |  |  | Princesa Miguel de Kent (Maria Cristina) | Princesa Miguel de Kent (Maria Cristina) | Princesa Miguel de Kent (Maria Cristina) | Princesa Miguel de Kent (Maria Cristina) | Princesa Miguel de Kent (Maria Cristina) | Princesa Miguel de Kent (Maria Cristina) |
|                                |                                |                                |                                |                                |                                |  |  |                                 |                                 |                                 |                                 |                                 |                                 |  |  |                                |                                |                                |                                |                                       |                                       |                                       |                                       |                                       |                                       |                              |                              |                         |                         |  |  |                                   |                                   |                                   |                                   |                                   |                                   |                              |                              |                                 |                                 |                                 |                                 |                                 |                                 |  |  |                           |                           |                           |                           |                           |                           |  |  |                                      |                                      |                                      |                                      |                                      |                                      |  |  |                                |                                |                                |                                |                                |                                |  |  |                                |                                |                                |                                |                                |                                |  |  |                                          |                                          |                                          |                                          |                                          |                                          |
|                                |                                |                                |                                |                                |                                |  |  |                                 |                                 |                                 |                                 |                                 |                                 |  |  |                                |                                |                                |                                |                                       |                                       |                                       |                                       |                                       |                                       |                              |                              |                         |                         |  |  |                                   |                                   |                                   |                                   |                                   |                                   |                              |                              |                                 |                                 |                                 |                                 |                                 |                                 |  |  |                           |                           |                           |                           |                           |                           |  |  |                                      |                                      |                                      |                                      |                                      |                                      |  |  |                                |                                |                                |                                |                                |                                |  |  |                                |                                |                                |                                |                                |                                |  |  |                                          |                                          |                                          |                                          |                                          |                                          |
| A Rainha (Camila)              | A Rainha (Camila)              | A Rainha (Camila)              | A Rainha (Camila)              | A Rainha (Camila)              | A Rainha (Camila)              |  |  | O Rei (Carlos III)              | O Rei (Carlos III)              | O Rei (Carlos III)              | O Rei (Carlos III)              | O Rei (Carlos III)              | O Rei (Carlos III)              |  |  |                                |                                |                                |                                | Diana, Princesa de Gales (divorciada) | Diana, Princesa de Gales (divorciada) | Diana, Princesa de Gales (divorciada) | Diana, Princesa de Gales (divorciada) | Diana, Princesa de Gales (divorciada) | Diana, Princesa de Gales (divorciada) |                              |                              |                         |                         |  |  | A Princesa Real (Ana)             | A Princesa Real (Ana)             | A Princesa Real (Ana)             | A Princesa Real (Ana)             | A Princesa Real (Ana)             | A Princesa Real (Ana)             |                              |                              |                                 |                                 |                                 |                                 |                                 |                                 |  |  | O Duque de Iorque (André) | O Duque de Iorque (André) | O Duque de Iorque (André) | O Duque de Iorque (André) | O Duque de Iorque (André) | O Duque de Iorque (André) |  |  | Sara, Duquesa de Iorque (divorciada) | Sara, Duquesa de Iorque (divorciada) | Sara, Duquesa de Iorque (divorciada) | Sara, Duquesa de Iorque (divorciada) | Sara, Duquesa de Iorque (divorciada) | Sara, Duquesa de Iorque (divorciada) |  |  | O Duque de Edimburgo (Eduardo) | O Duque de Edimburgo (Eduardo) | O Duque de Edimburgo (Eduardo) | O Duque de Edimburgo (Eduardo) | O Duque de Edimburgo (Eduardo) | O Duque de Edimburgo (Eduardo) |  |  | A Duquesa de Edimburgo (Sofia) | A Duquesa de Edimburgo (Sofia) | A Duquesa de Edimburgo (Sofia) | A Duquesa de Edimburgo (Sofia) | A Duquesa de Edimburgo (Sofia) | A Duquesa de Edimburgo (Sofia) |  |  |                                          |                                          |                                          |                                          |                                          |                                          |
| A Rainha (Camila)              | A Rainha (Camila)              | A Rainha (Camila)              | A Rainha (Camila)              | A Rainha (Camila)              | A Rainha (Camila)              |  |  | O Rei (Carlos III)              | O Rei (Carlos III)              | O Rei (Carlos III)              | O Rei (Carlos III)              | O Rei (Carlos III)              | O Rei (Carlos III)              |  |  |                                |                                |                                |                                | Diana, Princesa de Gales (divorciada) | Diana, Princesa de Gales (divorciada) | Diana, Princesa de Gales (divorciada) | Diana, Princesa de Gales (divorciada) | Diana, Princesa de Gales (divorciada) | Diana, Princesa de Gales (divorciada) |                              |                              |                         |                         |  |  | A Princesa Real (Ana)             | A Princesa Real (Ana)             | A Princesa Real (Ana)             | A Princesa Real (Ana)             | A Princesa Real (Ana)             | A Princesa Real (Ana)             |                              |                              |                                 |                                 |                                 |                                 |                                 |                                 |  |  | O Duque de Iorque (André) | O Duque de Iorque (André) | O Duque de Iorque (André) | O Duque de Iorque (André) | O Duque de Iorque (André) | O Duque de Iorque (André) |  |  | Sara, Duquesa de Iorque (divorciada) | Sara, Duquesa de Iorque (divorciada) | Sara, Duquesa de Iorque (divorciada) | Sara, Duquesa de Iorque (divorciada) | Sara, Duquesa de Iorque (divorciada) | Sara, Duquesa de Iorque (divorciada) |  |  | O Duque de Edimburgo (Eduardo) | O Duque de Edimburgo (Eduardo) | O Duque de Edimburgo (Eduardo) | O Duque de Edimburgo (Eduardo) | O Duque de Edimburgo (Eduardo) | O Duque de Edimburgo (Eduardo) |  |  | A Duquesa de Edimburgo (Sofia) | A Duquesa de Edimburgo (Sofia) | A Duquesa de Edimburgo (Sofia) | A Duquesa de Edimburgo (Sofia) | A Duquesa de Edimburgo (Sofia) | A Duquesa de Edimburgo (Sofia) |  |  |                                          |                                          |                                          |                                          |                                          |                                          |
|                                |                                |                                |                                |                                |                                |  |  |                                 |                                 |                                 |                                 |                                 |                                 |  |  |                                |                                |                                |                                |                                       |                                       |                                       |                                       |                                       |                                       |                              |                              |                         |                         |  |  |                                   |                                   |                                   |                                   |                                   |                                   |                              |                              |                                 |                                 |                                 |                                 |                                 |                                 |  |  |                           |                           |                           |                           |                           |                           |  |  |                                      |                                      |                                      |                                      |                                      |                                      |  |  |                                |                                |                                |                                |                                |                                |  |  |                                |                                |                                |                                |                                |                                |  |  |                                          |                                          |                                          |                                          |                                          |                                          |
|                                |                                |                                |                                |                                |                                |  |  |                                 |                                 |                                 |                                 |                                 |                                 |  |  |                                |                                |                                |                                |                                       |                                       |                                       |                                       |                                       |                                       |                              |                              |                         |                         |  |  |                                   |                                   |                                   |                                   |                                   |                                   |                              |                              |                                 |                                 |                                 |                                 |                                 |                                 |  |  |                           |                           |                           |                           |                           |                           |  |  |                                      |                                      |                                      |                                      |                                      |                                      |  |  |                                |                                |                                |                                |                                |                                |  |  |                                |                                |                                |                                |                                |                                |  |  |                                          |                                          |                                          |                                          |                                          |                                          |
| A Princesa de Gales (Catarina) | A Princesa de Gales (Catarina) | A Princesa de Gales (Catarina) | A Princesa de Gales (Catarina) | A Princesa de Gales (Catarina) | A Princesa de Gales (Catarina) |  |  | O Príncipe de Gales (Guilherme) | O Príncipe de Gales (Guilherme) | O Príncipe de Gales (Guilherme) | O Príncipe de Gales (Guilherme) | O Príncipe de Gales (Guilherme) | O Príncipe de Gales (Guilherme) |  |  |                                |                                |                                |                                |                                       |                                       | O Duque de Sussex (Henrique)          | O Duque de Sussex (Henrique)          | O Duque de Sussex (Henrique)          | O Duque de Sussex (Henrique)          | O Duque de Sussex (Henrique) | O Duque de Sussex (Henrique) |                         |                         |  |  |                                   |                                   | A Duquesa de Sussex (Meghan)      | A Duquesa de Sussex (Meghan)      | A Duquesa de Sussex (Meghan)      | A Duquesa de Sussex (Meghan)      | A Duquesa de Sussex (Meghan) | A Duquesa de Sussex (Meghan) |                                 |                                 |                                 |                                 |                                 |                                 |  |  | Beatriz do Reino Unido    | Beatriz do Reino Unido    | Beatriz do Reino Unido    | Beatriz do Reino Unido    | Beatriz do Reino Unido    | Beatriz do Reino Unido    |  |  | Eugénia do Reino Unido               | Eugénia do Reino Unido               | Eugénia do Reino Unido               | Eugénia do Reino Unido               | Eugénia do Reino Unido               | Eugénia do Reino Unido               |  |  | Lady Luísa Windsor             | Lady Luísa Windsor             | Lady Luísa Windsor             | Lady Luísa Windsor             | Lady Luísa Windsor             | Lady Luísa Windsor             |  |  | O Conde de Wessex (Jaime)      | O Conde de Wessex (Jaime)      | O Conde de Wessex (Jaime)      | O Conde de Wessex (Jaime)      | O Conde de Wessex (Jaime)      | O Conde de Wessex (Jaime)      |  |  |                                          |                                          |                                          |                                          |                                          |                                          |
| A Princesa de Gales (Catarina) | A Princesa de Gales (Catarina) | A Princesa de Gales (Catarina) | A Princesa de Gales (Catarina) | A Princesa de Gales (Catarina) | A Princesa de Gales (Catarina) |  |  | O Príncipe de Gales (Guilherme) | O Príncipe de Gales (Guilherme) | O Príncipe de Gales (Guilherme) | O Príncipe de Gales (Guilherme) | O Príncipe de Gales (Guilherme) | O Príncipe de Gales (Guilherme) |  |  |                                |                                |                                |                                |                                       |                                       | O Duque de Sussex (Henrique)          | O Duque de Sussex (Henrique)          | O Duque de Sussex (Henrique)          | O Duque de Sussex (Henrique)          | O Duque de Sussex (Henrique) | O Duque de Sussex (Henrique) |                         |                         |  |  |                                   |                                   | A Duquesa de Sussex (Meghan)      | A Duquesa de Sussex (Meghan)      | A Duquesa de Sussex (Meghan)      | A Duquesa de Sussex (Meghan)      | A Duquesa de Sussex (Meghan) | A Duquesa de Sussex (Meghan) |                                 |                                 |                                 |                                 |                                 |                                 |  |  | Beatriz do Reino Unido    | Beatriz do Reino Unido    | Beatriz do Reino Unido    | Beatriz do Reino Unido    | Beatriz do Reino Unido    | Beatriz do Reino Unido    |  |  | Eugénia do Reino Unido               | Eugénia do Reino Unido               | Eugénia do Reino Unido               | Eugénia do Reino Unido               | Eugénia do Reino Unido               | Eugénia do Reino Unido               |  |  | Lady Luísa Windsor             | Lady Luísa Windsor             | Lady Luísa Windsor             | Lady Luísa Windsor             | Lady Luísa Windsor             | Lady Luísa Windsor             |  |  | O Conde de Wessex (Jaime)      | O Conde de Wessex (Jaime)      | O Conde de Wessex (Jaime)      | O Conde de Wessex (Jaime)      | O Conde de Wessex (Jaime)      | O Conde de Wessex (Jaime)      |  |  |                                          |                                          |                                          |                                          |                                          |                                          |
|                                |                                |                                |                                |                                |                                |  |  |                                 |                                 |                                 |                                 |                                 |                                 |  |  |                                |                                |                                |                                |                                       |                                       |                                       |                                       |                                       |                                       |                              |                              |                         |                         |  |  |                                   |                                   |                                   |                                   |                                   |                                   |                              |                              |                                 |                                 |                                 |                                 |                                 |                                 |  |  |                           |                           |                           |                           |                           |                           |  |  |                                      |                                      |                                      |                                      |                                      |                                      |  |  |                                |                                |                                |                                |                                |                                |  |  |                                |                                |                                |                                |                                |                                |  |  |                                          |                                          |                                          |                                          |                                          |                                          |
|                                |                                |                                |                                |                                |                                |  |  |                                 |                                 |                                 |                                 |                                 |                                 |  |  |                                |                                |                                |                                |                                       |                                       |                                       |                                       |                                       |                                       |                              |                              |                         |                         |  |  |                                   |                                   |                                   |                                   |                                   |                                   |                              |                              |                                 |                                 |                                 |                                 |                                 |                                 |  |  |                           |                           |                           |                           |                           |                           |  |  |                                      |                                      |                                      |                                      |                                      |                                      |  |  |                                |                                |                                |                                |                                |                                |  |  |                                |                                |                                |                                |                                |                                |  |  |                                          |                                          |                                          |                                          |                                          |                                          |
| Jorge de Gales                 | Jorge de Gales                 | Jorge de Gales                 | Jorge de Gales                 | Jorge de Gales                 | Jorge de Gales                 |  |  | Carlota de Gales                | Carlota de Gales                | Carlota de Gales                | Carlota de Gales                | Carlota de Gales                | Carlota de Gales                |  |  | Luís de Gales                  | Luís de Gales                  | Luís de Gales                  | Luís de Gales                  | Luís de Gales                         | Luís de Gales                         |                                       |                                       | Archie de Sussex                      | Archie de Sussex                      | Archie de Sussex             | Archie de Sussex             | Archie de Sussex        | Archie de Sussex        |  |  | Lilibet de Sussex                 | Lilibet de Sussex                 | Lilibet de Sussex                 | Lilibet de Sussex                 | Lilibet de Sussex                 | Lilibet de Sussex                 |                              |                              |                                 |                                 |                                 |                                 |                                 |                                 |  |  |                           |                           |                           |                           |                           |                           |  |  |                                      |                                      |                                      |                                      |                                      |                                      |  |  |                                |                                |                                |                                |                                |                                |  |  |                                |                                |                                |                                |                                |                                |  |  |                                          |                                          |                                          |                                          |                                          |                                          |

Notas
- a : Depois de sua abdicação em 1936, o rei Eduardo VIII se tornou Duque de Windsor.

## Títulos e sobrenomes

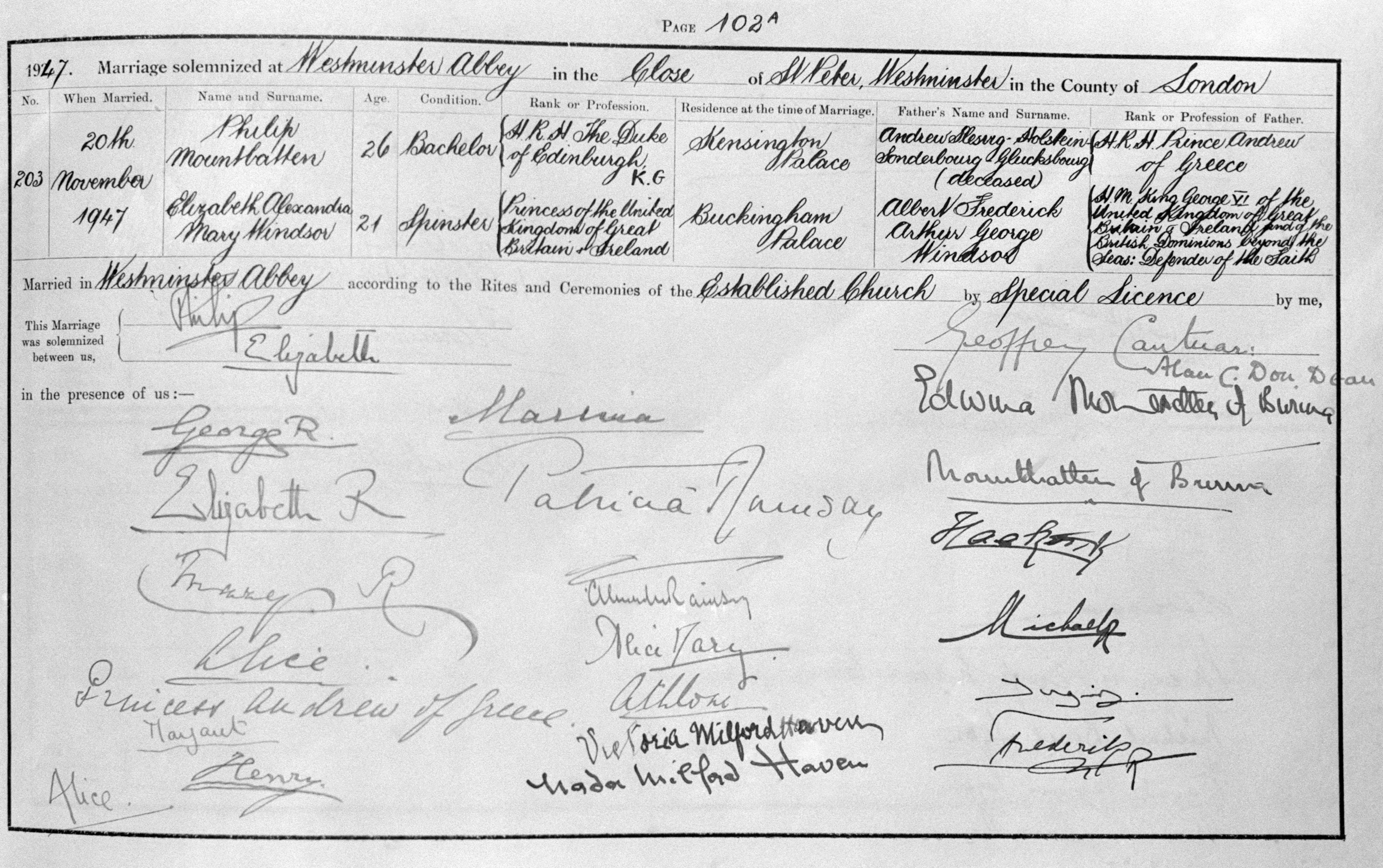
Certidão de casamento de Isabel Windsor e Filipe Mountbatten, assinada por membros da família real.

Os filhos e netos patrilineares do monarca têm automaticamente o direito de serem conhecidos como príncipe ou princesa com o estilo "Sua Alteza Real" (SAR). Uma carta-patente pelo rei Jorge V em 1917 declarou que os bisnetos do monarca não seriam considerados príncipes ou princesas, exceto o filho mais velho do filho mais velho do Príncipe de Gales, ou seja, o primeiro neto deste último. Porém, em 2012, a rainha Isabel II emitiu outra carta-patente declarando que todos aqueles nascidos do filho mais velho do Príncipe de Gales serão considerados também príncipes ou princesas.
Apesar de serem netos da rainha Isabel II, Peter Phillips e Zara Tindall (filhos de Ana, Princesa Real) não são considerados príncipe e princesa por serem matrilineares. Lady Luísa Windsor e Jaime, Conde de Wessex, embora com direito ao pariato, não são chamados de príncipe e princesa porque seus pais, o Duque e a Duquesa de Edimburgo, queriam que eles tivessem títulos mais modestos.
Os filhos de monarcas costumam receber ducados antes do casamento, e esses títulos de nobreza passam para seus filhos mais velhos. Por tradição, as esposas de membros masculinos da família real compartilham o título e o estilo de seus maridos. As esposas dos príncipes são consideradas princesas por casamento, porém não utilizam esse pariato prefixado ao seus nomes no Reino Unido. As princesas por casamento usam apenas o título oferecido ao marido antes do matrimônio, como por exemplo, a ex-atriz americana Meghan Markle recebeu o título de Duquesa de Sussex. Quando um príncipe não recebe um título antes de seu casamento, sua esposa recebe seu nome como título, como por exemplo, a esposa do Príncipe Miguel de Kent é conhecida como a Princesa Miguel de Kent.
Descendentes de linha masculina do rei Jorge V, incluindo mulheres até o casamento, levam o sobrenome Windsor. O sobrenome dos descendentes da linha masculina da rainha Isabel II, exceto para as mulheres que se casam, é Mountbatten-Windsor, refletindo o nome adotado por seu marido nascido na Grécia, o príncipe Filipe, Duque de Edimburgo, após sua naturalização. Um sobrenome geralmente não é necessário para os membros da família real que têm direito aos títulos de príncipe ou princesa e ao estilo Sua Alteza Real. Esses indivíduos usam sobrenomes em documentos oficiais, como registros de casamento.

## Deveres oficiais

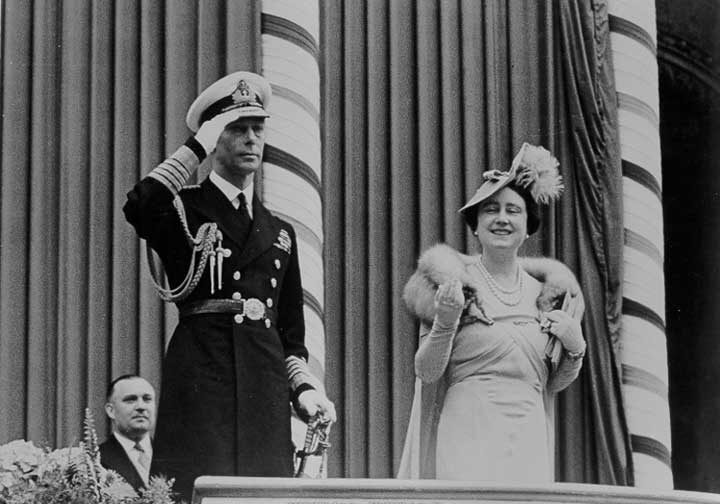
O rei Jorge VI e a rainha Isabel em Toronto, Canadá, na turnê real de 1939.

Os membros da família representam o monarca em visitas oficiais e viagens a outros países como embaixadores para promover relações diplomáticas. A família apoia o monarca em seus deveres estaduais e nacionais, com exceção das funções constitucionais. Se o soberano estiver indisposto, dois Conselheiros de Estado são necessários para cumprir seu papel. Atualmente, o herdeiro do trono britânico, Carlos, Príncipe de Gales e outros príncipes como Guilherme, Duque de Cambridge e Eduardo, Conde de Wessex, realizam deveres oficiais em nome da rainha Isabel II.
A cada ano, a atual família real realiza mais de 2 000 compromissos oficiais em todo o Reino Unido e em todo o mundo, entretendo 70 000 convidados e respondendo a 100 000 cartas. Os compromissos incluem funerais estaduais, festividades nacionais, festas em jardim, recepções e visitas às Forças Armadas. De acordo com o historiador Robert Lacey, a rainha Isabel II disse que as investiduras dos homenageados eram as coisas mais importante que ela fazia. O rei Carlos III, o príncipe Guilherme e a princesa Ana também realizam investiduras. As aparições públicas da família geralmente são acompanhadas por caminhadas, onde a realeza cumprimenta e conversa com membros do público fora dos eventos. Os eventos anuais com a presença da família real incluem a Cerimônia de Abertura do Parlamento, Trooping the Colour e o Dia da Lembrança.

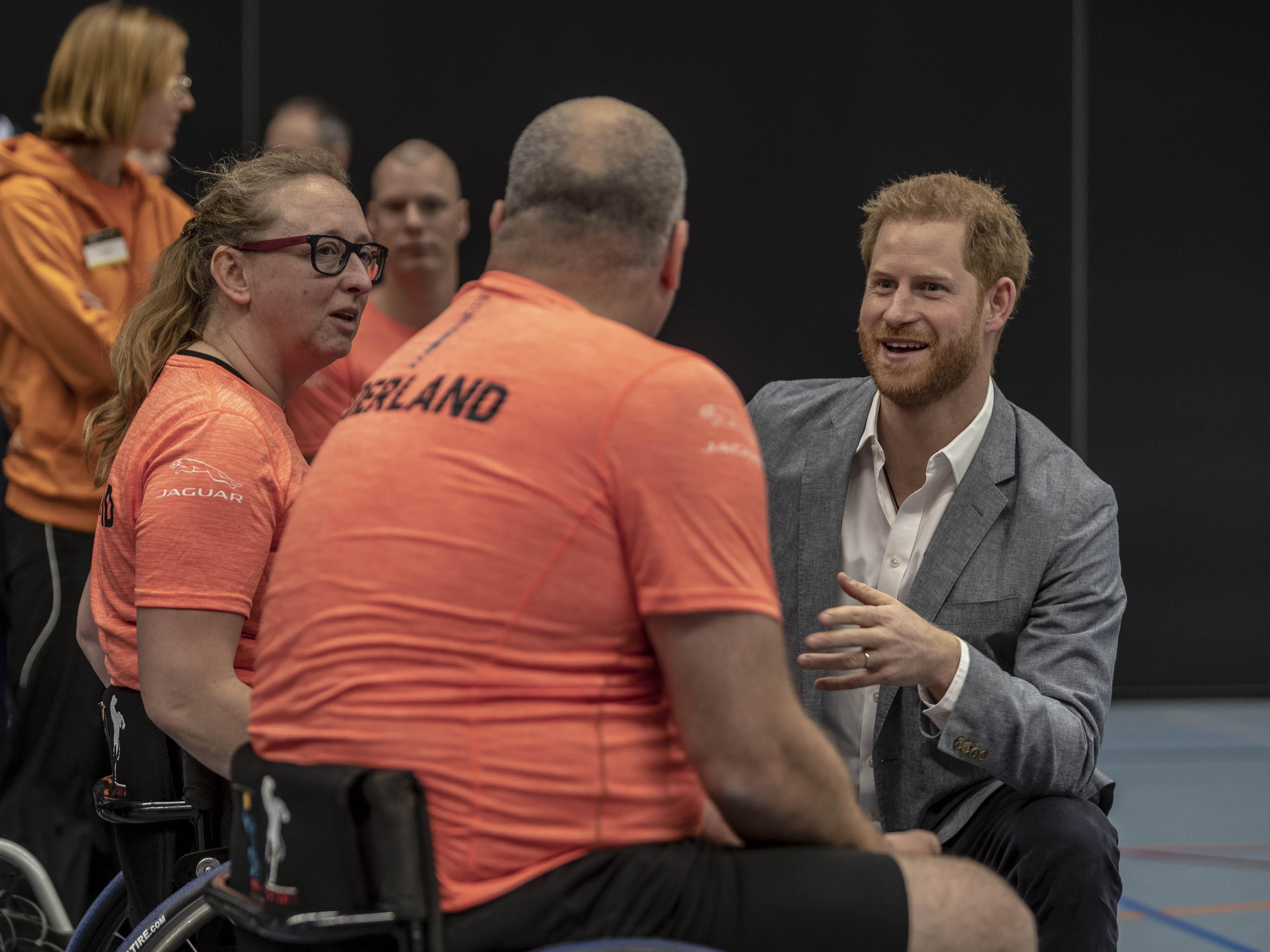
O Duque de Sussex em 2020 conversando com ex-participantes holandeses dos Invictus Games, uma fundação na qual ele é patrono.

Os membros da família real são patronos de aproximadamente 3 000 instituições de caridade, e também iniciaram suas próprias organizações sem fins lucrativos. O rei Carlos III fundou o The Prince's Trust, que ajuda jovens desfavorecidos no Reino Unido. A princesa Ana fundou o The Princess Royal Trust for Carers, que ajuda cuidadores não remunerados, dando-lhes apoio emocional e informações sobre pedidos de benefícios e auxílios por invalidez. O Conde e a Condessa de Wessex fundaram o Wessex Youth Trust, desde então renomeado para The Earl and Countess of Wessex Charitable Trust, em 1999. O Duque e a Duquesa da Cornualha e Cambridge são patronos fundadores da The Royal Foundation, cujos projetos giram em torno de saúde mental, conservação, primeiros anos e equipes de emergência.
Em 2019, após as reações negativas à entrevista "Prince Andrew & the Epstein Scandal", o príncipe André, Duque de Iorque foi forçado a renunciar a cargos públicos; sua aposentadoria dos deveres oficiais tornou-se permanente em 2020. O Duque e a Duquesa de Sussex se retiraram permanentemente dos deveres reais no início de 2020. Após essas partidas, há uma escassez de membros da família real para cobrir o número crescente de patrocínios e compromissos.

## Interação com a mídia e críticas

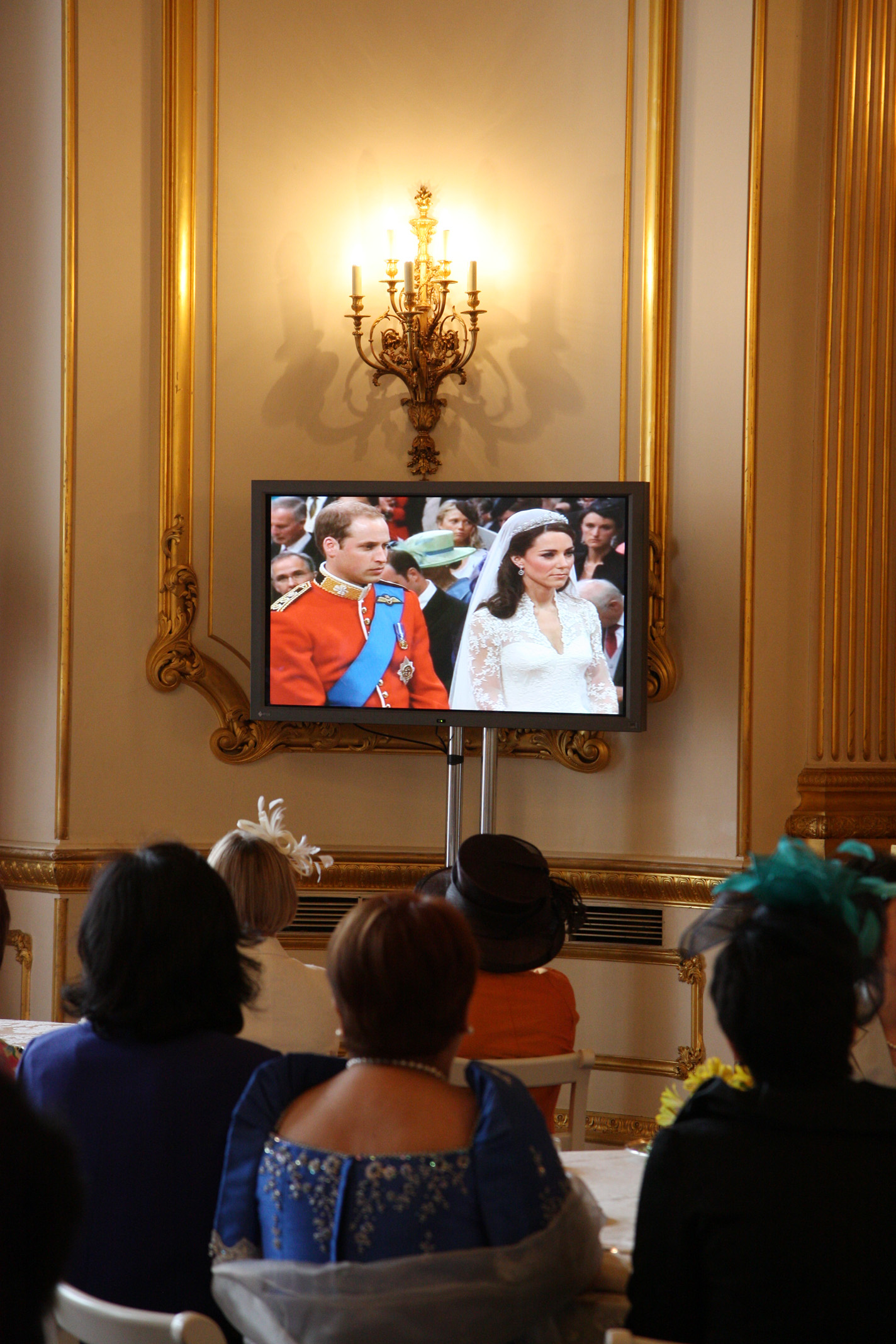
Trasmissão ao vivo do casamento do príncipe Guilherme com Catherine Midleton em 2011.

Historicamente, a família real e a mídia se beneficiaram mutuamente; a família usava a imprensa para se comunicar com o público, enquanto a mídia usava a família para atrair leitores e espectadores. Com o advento da televisão, no entanto, a mídia começou a prestar menos respeito à privacidade da família real. A biógrafa real Penny Junor diz que a família real se apresentou "como a família modelo" desde a década de 1930. O autor Edward Owen escreveu que durante a Segunda Guerra Mundial, a monarquia britânica buscou uma imagem de uma "família mais informal e vulnerável" que tivesse um efeito unificador sobre a nação durante a instabilidade. Na década de 1990, a família real enfrentou um assédio massivo dos tabloides britânicos devido as relações conturbadas dos filhos da rainha Isabel II e seus cônjuges. Em 1992, a Princesa Real e seu marido Mark Phillips se divorciaram; o Príncipe e a Princesa de Gales se separaram após conversas telefônicas íntimas do príncipe com sua amante, Camilla Parker Bowles serem vazadas; o Duque e a Duquesa de Iorque se separaram após fotografias da duquesa de topless tendo os dedos dos pés chupados por outro homem aparecerem em tabloides. Os escândalos contribuíram para a relutância do público em pagar pelos reparos do Castelo de Windsor após o incêndio de 1992. Um outro "desastre de relações públicas" foi a resposta indiferente da família real à morte de Diana, Princesa de Gales, em 1997.

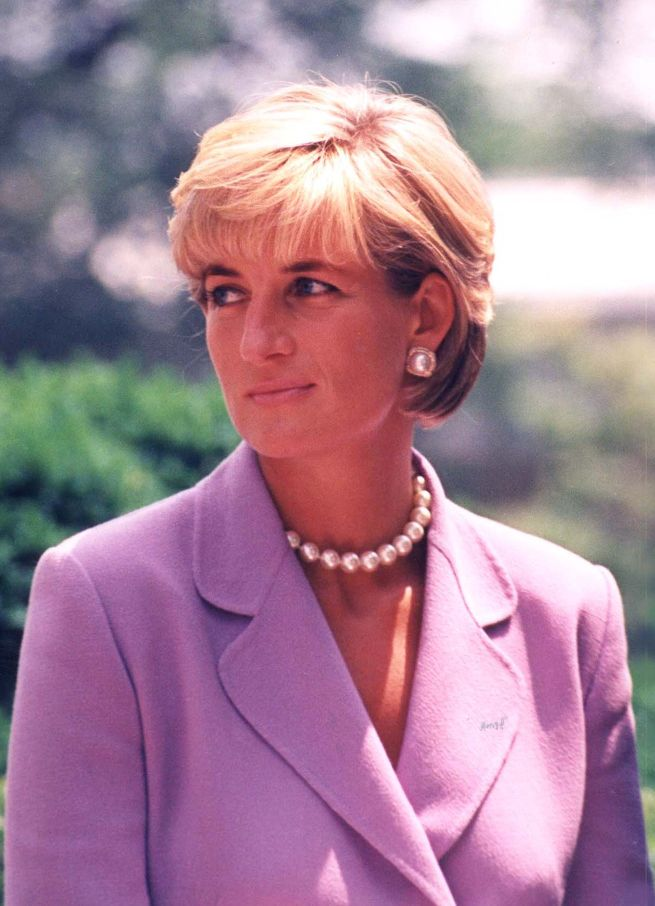
Diana, Princesa de Gales foi um dos membros da família real que mais ganhou destaque na impresa sensacionalista britânica, que apesar de lhe causar um massivo assédio midiático, também a tornavam uma grande personalidade global.

O casamento em 2011 do príncipe Guilherme e Catherine Middleton e o Jubileu de Diamante de Isabel II em 2012 trouxeram boas perspectivas da população e a imagem da família real havia se recuperado. Uma pesquisa YouGov de 2019 mostrou que dois terços dos britânicos eram a favor da manutenção da família real. O papel e as relações públicas da família real ficaram novamente sob maior escrutínio devido à amizade do Duque de Iorque com o criminoso sexual condenado Jeffrey Epstein e alegações de abuso sexual, juntamente com sua conduta sem remorso na entrevista de 2019 sobre esses assuntos e subsequente processo de 2021.
Em uma entrevista de 2021, a Duquesa de Sussex, que é de herança birracial, alegou com seu marido que um membro da família real havia expressado preocupação com a cor da pele de seu filho, Archie Mountbatten-Windsor. A entrevista recebeu uma reação mista do público e da mídia britânica, e várias de suas alegações foram questionadas. O Duque de Cambridge disse que a família real "não é uma família racista". Em junho de 2021, documentos revelaram que "imigrantes ou estrangeiros de cor" foram proibidos pelo gerente financeiro da rainha na época de trabalhar para a família como balconistas na década de 1960, levando o professor de estudos negros Kehinde Andrews a afirmar que "a família real tem um terrível recorde na corrida". Em resposta, o palácio afirmou que cumpria "em princípio e na prática" a legislação antidiscriminação e que alegações de segunda mão de "conversas de mais de 50 anos atrás não devem ser usadas para tirar ou inferir conclusões sobre eventos modernos". ou operações".

## Financiamento
Os membros sêniores da família real, que representam o monarca, obtêm sua renda de fundos públicos conhecidos como subvenção soberana. A concessão soberana é um pagamento anual do governo britânico ao monarca. Ele vem das receitas do Crown Estate, que são propriedades comerciais de propriedade da Coroa. Os membros da família real que recebem dinheiro da subvenção soberana devem prestar contas ao público por isso e não estão autorizados a ganhar dinheiro com seu nome.
A segurança da família real não é paga pela subvenção soberana, mas geralmente é atendida pela Polícia Metropolitana de Londres. A família real, o Ministério do Interior Britânico e a Polícia Metropolitana decidem quais membros têm direito à segurança policial financiada pelos contribuintes. Os membros estendidos não mantêm o direito automático à proteção; em 2011, as princesas Beatriz e Eugénia deixaram de receber segurança policial.

## Residências

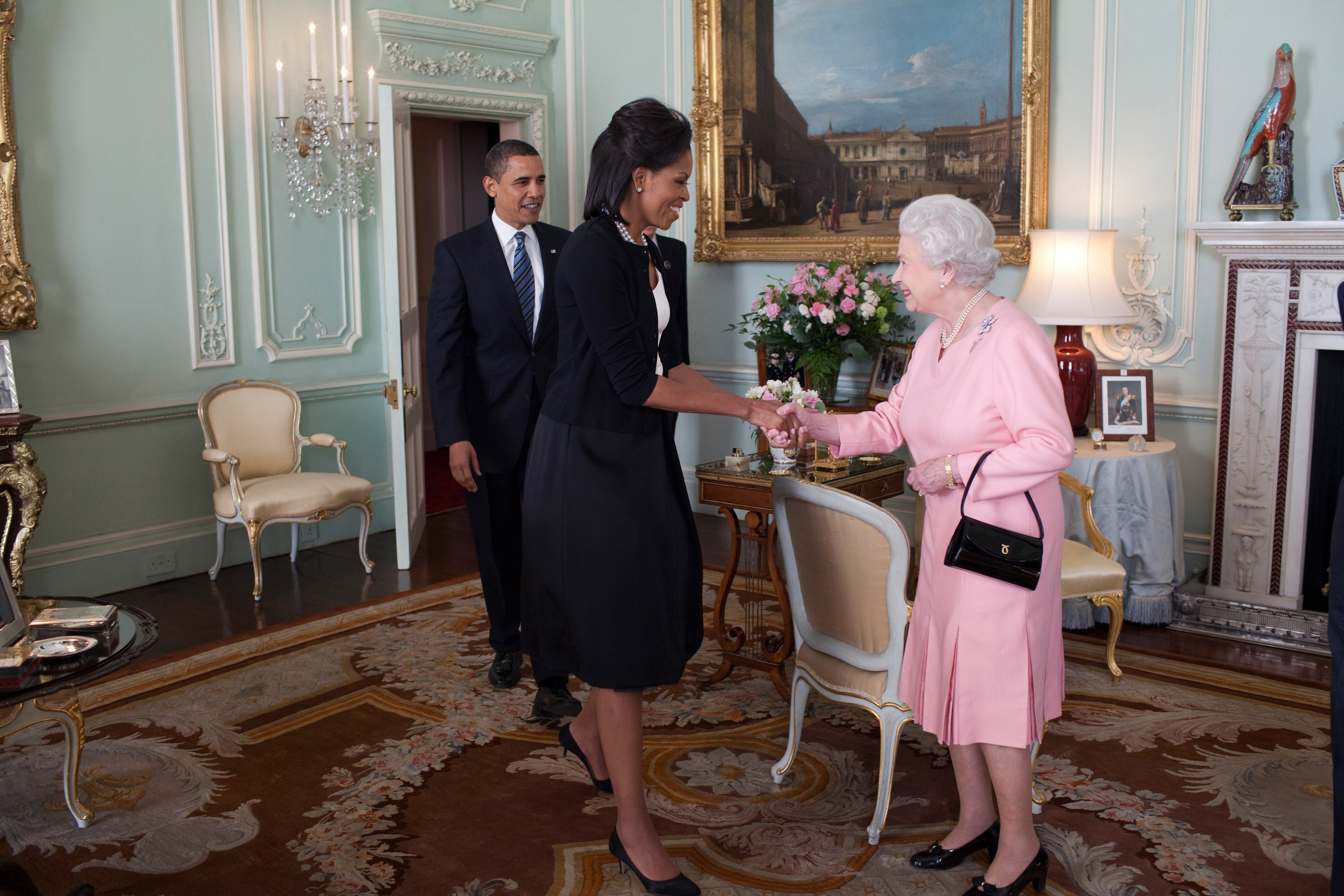
A rainha Isabel II hospedando Barack e Michelle Obama no Palácio de Buckingham em 2009.

A residência oficial do monarca em Londres é o Palácio de Buckingham. Anúncios de nascimentos e mortes de membros da família real são tradicionalmente anexados às grades frontais.  A maioria dos atuais membros da família real residem em Londres. A residência em que o rei Carlos III e sua esposa Camila passam mais tempo é a Clarence House. Outra residência londrina do rei é o Palácio de St. James, que ele compartilha com a Princesa Real e a princesa Alexandra. A princesa Alexandra também reside em Thatched House Lodge em Richmond, Grande Londres. O Príncipe e Princesa de Gales e o Duque e Duquesa de Gloucester têm suas residências e escritórios em apartamentos no Palácio de Kensington. O Duque e a Duquesa de Kent residem em Wren House nos terrenos do palácio. O Duque de Iorque e sua família vivem no Royal Lodge no Windsor Great Park na cidade de Windsor, enquanto o Conde e a Condessa de Wessex residem no Bagshot Park no condado de Surrey. O Castelo de Windsor também é uma das residências da família real, e era usada pela rainha Isabel II antes de seu falecimento, assim como o Castelo de Balmoral na Escócia, onde a monarca e seus famíliares costumavam passar as férias de verão.